# Biserica fortificată din Valea Viilor

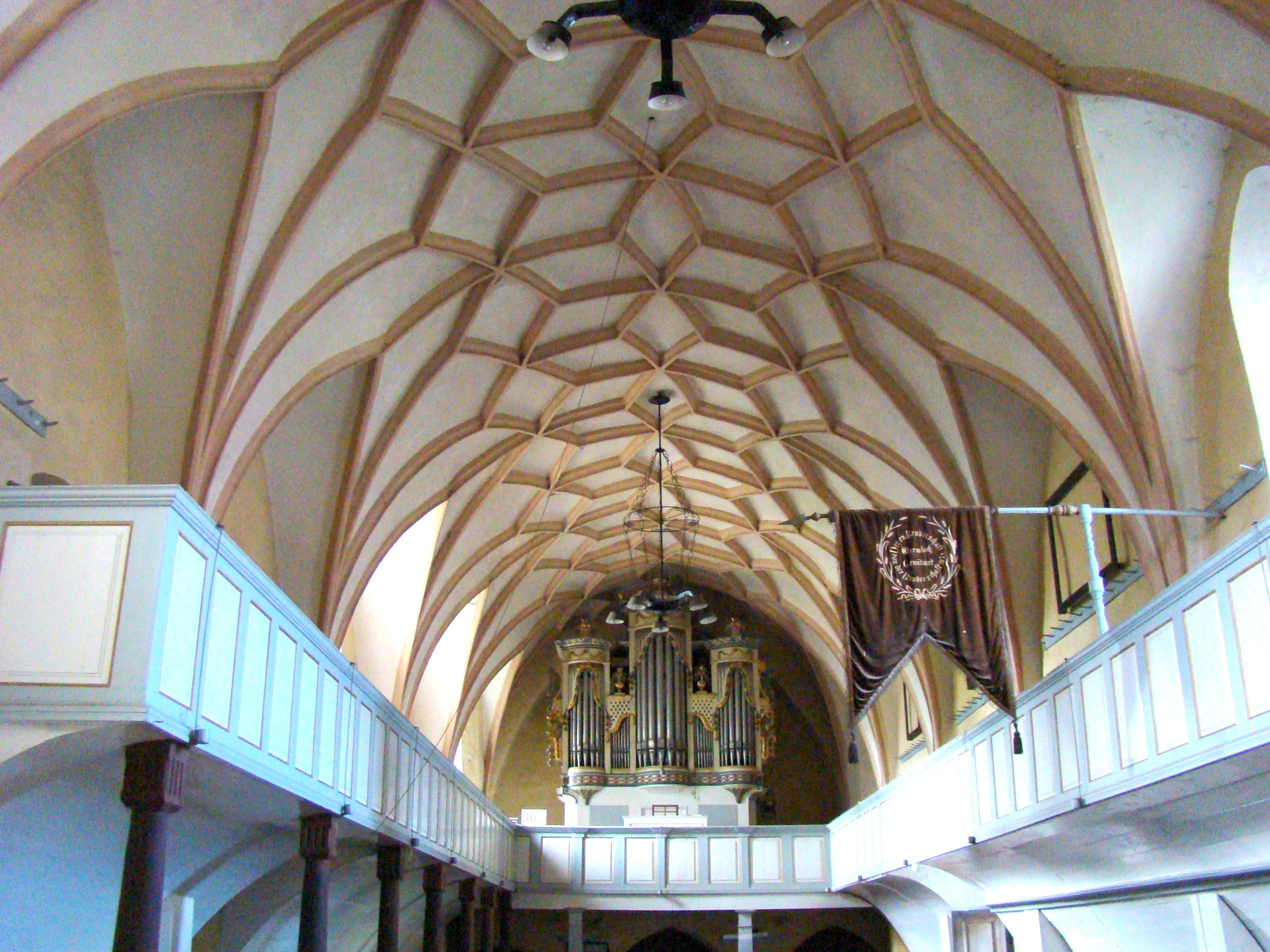
Interiorul bisericii-sală, cu reţeaua de nervuri în formă de plasă, pe bolta semicilindrică cu penetraţii, și orga de la 1709

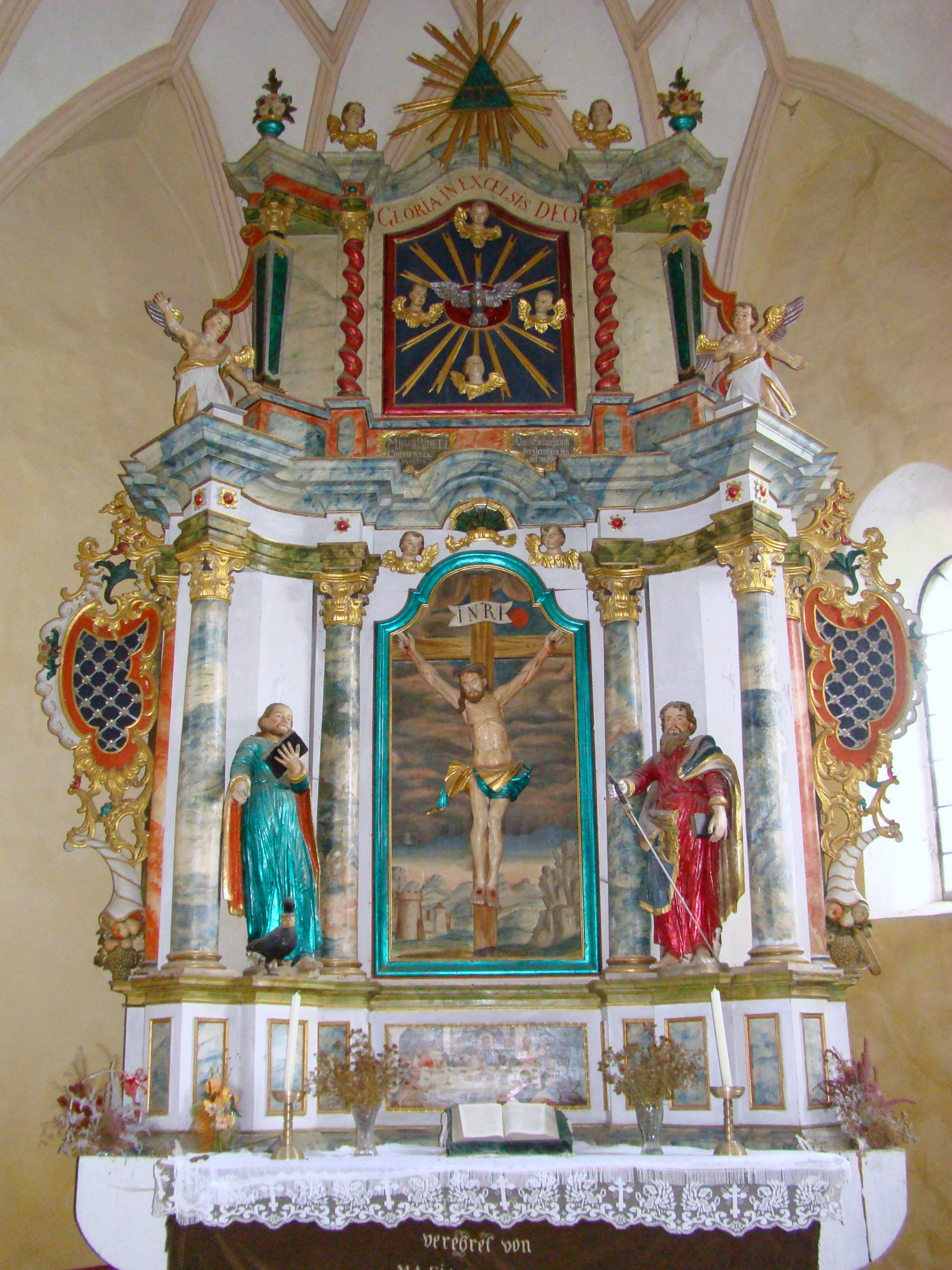
Altarul, datat 1779, opera sculptorului Stephan Folberth din Sighișoara

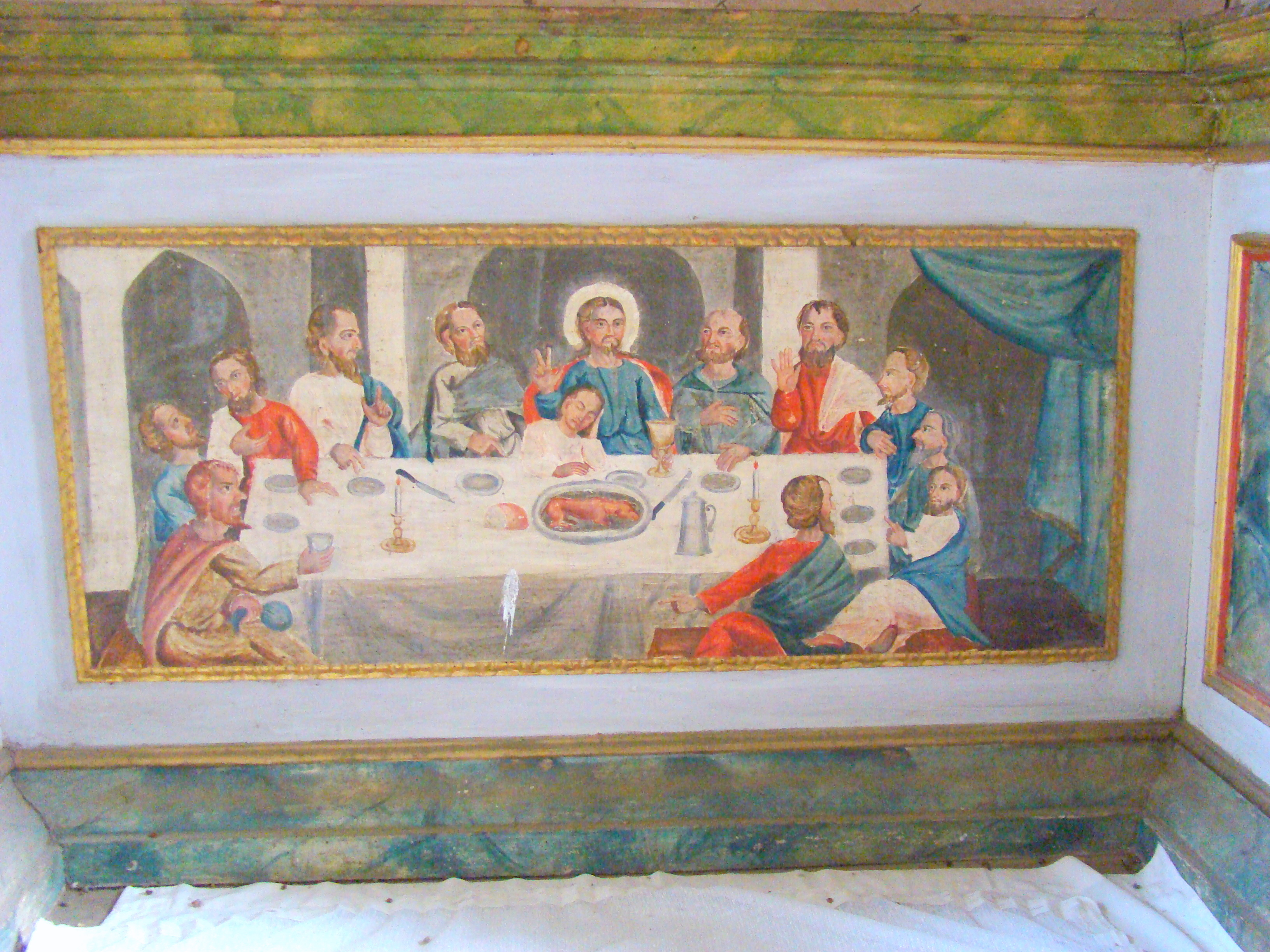
Pictura altarului, detaliu: Cina cea de Taină

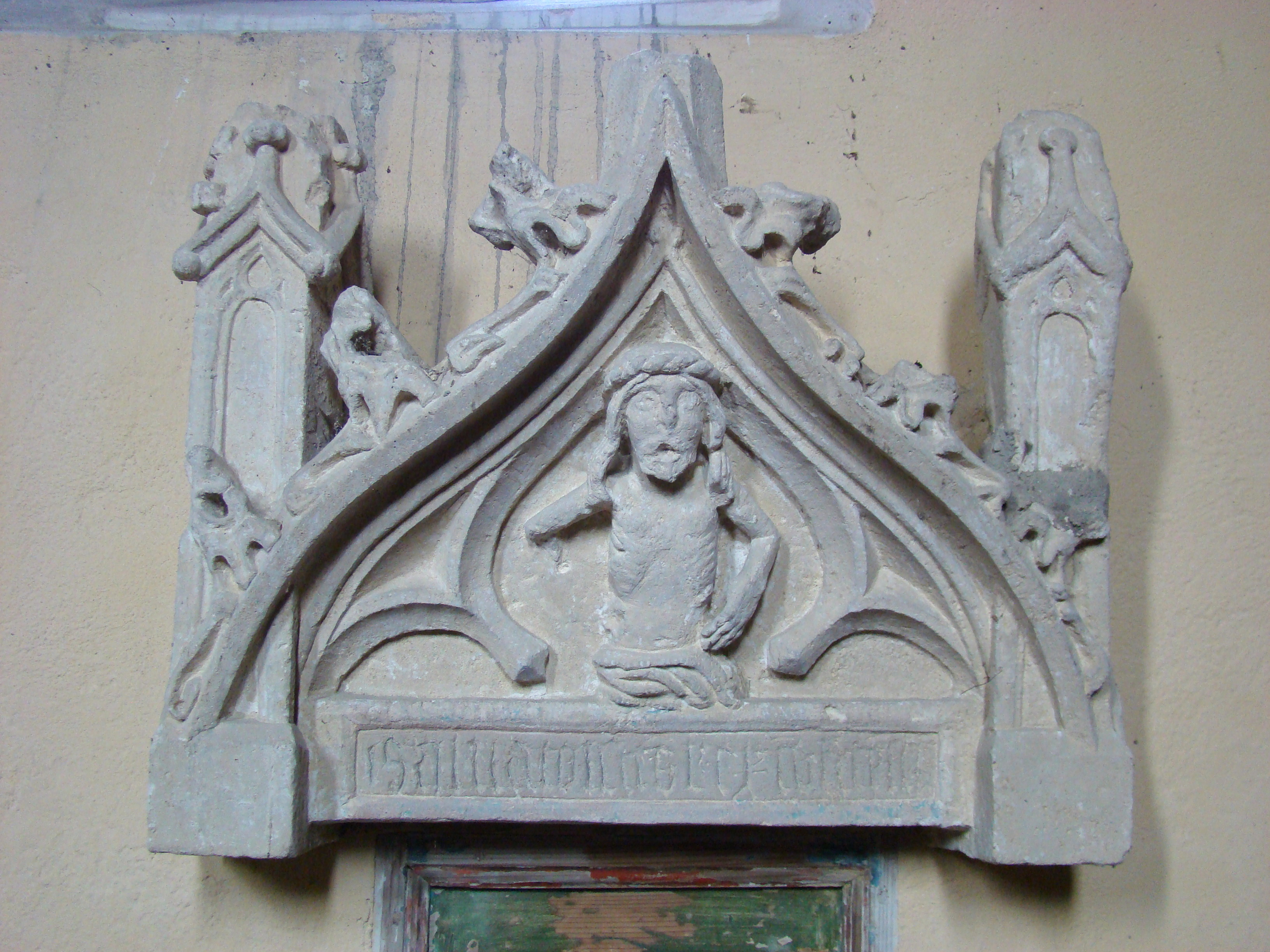
Tabernacolul din partea nordică a corului, datând din 1504 (detaliu)

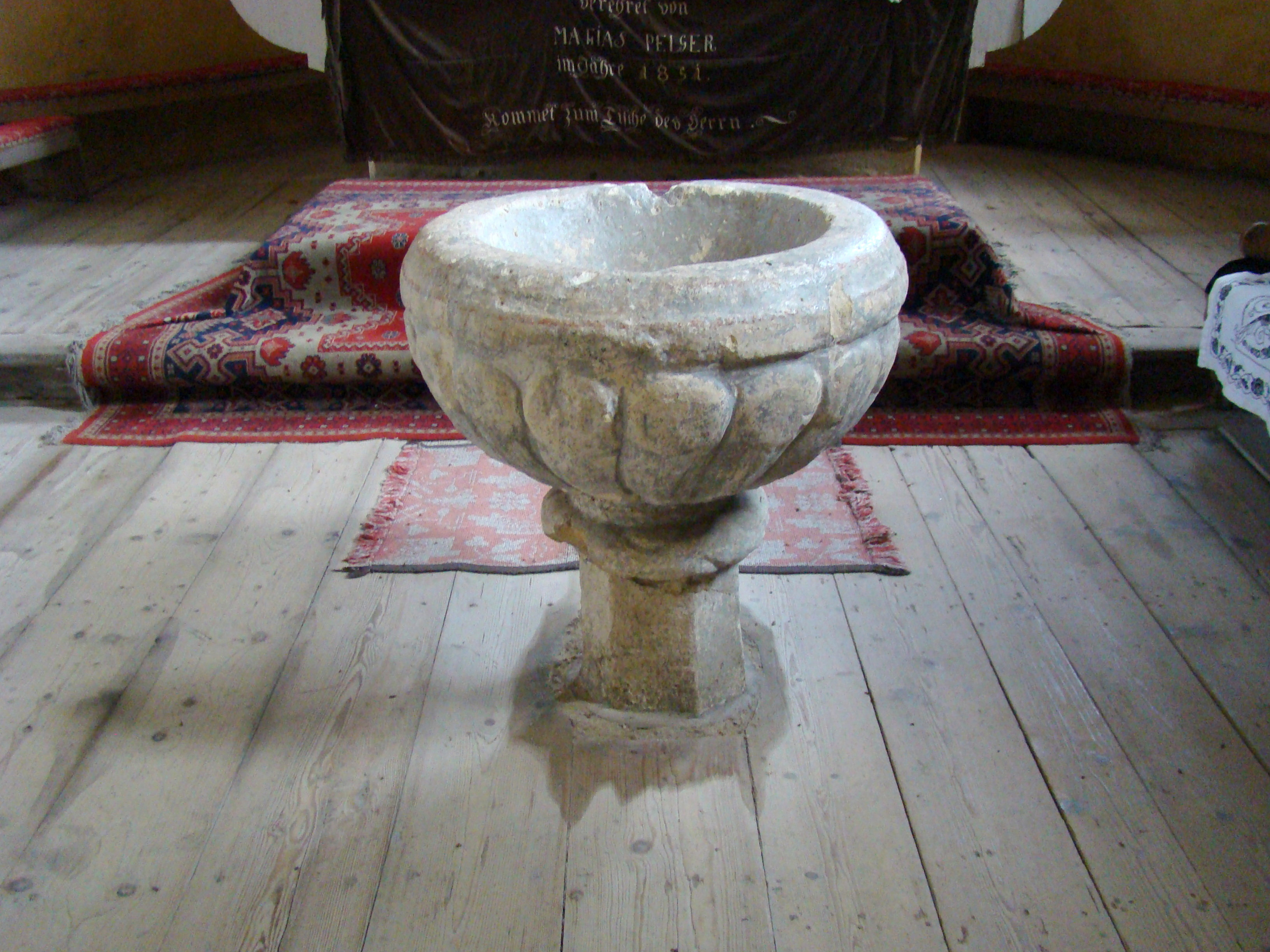
Vechea cristelniță

Biserica evanghelică fortificată din Valea Viilor, județul Sibiu, a fost construită ca biserică romano-catolică în secolul al XV-lea, cu hramul Sfântul Petru. Biserica figurează pe lista monumentelor istorice 2010, cod LMI SB-II-a-A-12582, cu următoarele obiective:
- cod LMI SB-II-m-A-12582.01 - Biserica evanghelică fortificată, secolul al XV-lea, modificată în secolul al XVI-lea;
- cod LMI SB-II-m-A-12582.02 - Incintă fortificată, cu trei turnuri, turn de poartă, anexe, secolele XV-XVI;

Biserica fortificată din Valea Viilor este inclusă în Lista patrimoniului mondial UNESCO din România.

## Localitatea
Valea Viilor, colocvial Vorumloc (în dialectul săsesc Wormloch, Vurmliχ, în germană Wurmlochl în maghiară Nagybaromlak), este o localitate în județul Sibiu, Transilvania, România.
Aparține de comuna Valea Viilor și este așezat într-o cunoscută zonă viticolă. 

## Istoric
Localitatea apare menționată pentru prima oară în istorie în anul 1263 ca posessio Barwmlak. În 1305, după moartea comitelui Apafi, proprietarul comunei, fiii săi Gregor și Iacob și-au împărțit mai multe posesiuni, între care și terra Baromlak. În anul 1357 Gebhard din Vorumloc a fost conducătorul preoților reclamanți din decanatul Șeica împotriva episcopului de Alba Iulia, în chesiunea zeciuielii. În anul 1411 abatele de la Cluj-Mănăștur a reclamat localitatea Vorumloc, pe care o considera posesiune a sa.

### Biserica
În secolul al XIV-lea a fost ridicată o biserică gotică sală, poate inițial o bazilică, asemenea celor din satele învecinate. De la această construcție, menționată în 1414, nu putem identifica astăzi nimic. Biserica actuală a fost ridicată în secolul al XV-lea și transformată în cetate bisericească în jurul anului 1500, când biserica a suferit multe modificări fiind fortificată. În jurul anului 1520 intrarea principală din vest, sub clopotniță, a fost zidită. În fața intrării a fost ridicat un contrafort, care la o înălțime de 10 metri, legat de alti doi contraforți, formează un drum de strajă. Au fost deschise două intrări în biserică, una în partea de sud, cealaltă în nord. Fiecare poartă a fost înzestrată cu un grătar de apărare și un turn cu scară giratorie. Transformări mari a suferit corul, care a fost îmbrăcat cu zidul masiv al turnului, care se ridică deasupra în patru etaje. Deasupra primului acoperiș al turnului este un drum de strajă, iar deasupra acestuia un al doilea acoperiș. 
În anul 1738, biserica suferă unele stricăciuni din cauza unui cutremur, reparațiile fiind gata în 1742. Renovări s-au făcut și în 1781 si 1826. În cursul unor lucrări de restaurare efectuate între 1969-1970 a fost consolidat zidul de incintă pe latura de SE și s-a reconstruit drumul de strajă pe latura de N. În 1987 a fost consolidat turnul corului, iar între 1996-1997 au fost reparate drumurile de strajă de la turnul clopotniță și turnul corului.
Alături de actuala biserică exista o capelă dedicată Sf. Cyriacus (Chiriac sau Țiriac), atestată în anul 1446.

### Fortificația
Biserica este înconjurată de o singură incintă ovală, în care se intra printr-un gang boltit situat în partea de vest, care putea fi închis cu o hersă. Se mai păstrează trei bastioane pe flancuri, în cele patru puncte cardinale. Zidurile ajung la 6-7 metri înălțime și au metereze și guri de aruncare sprijinite pe console.

## Imagini din exterior

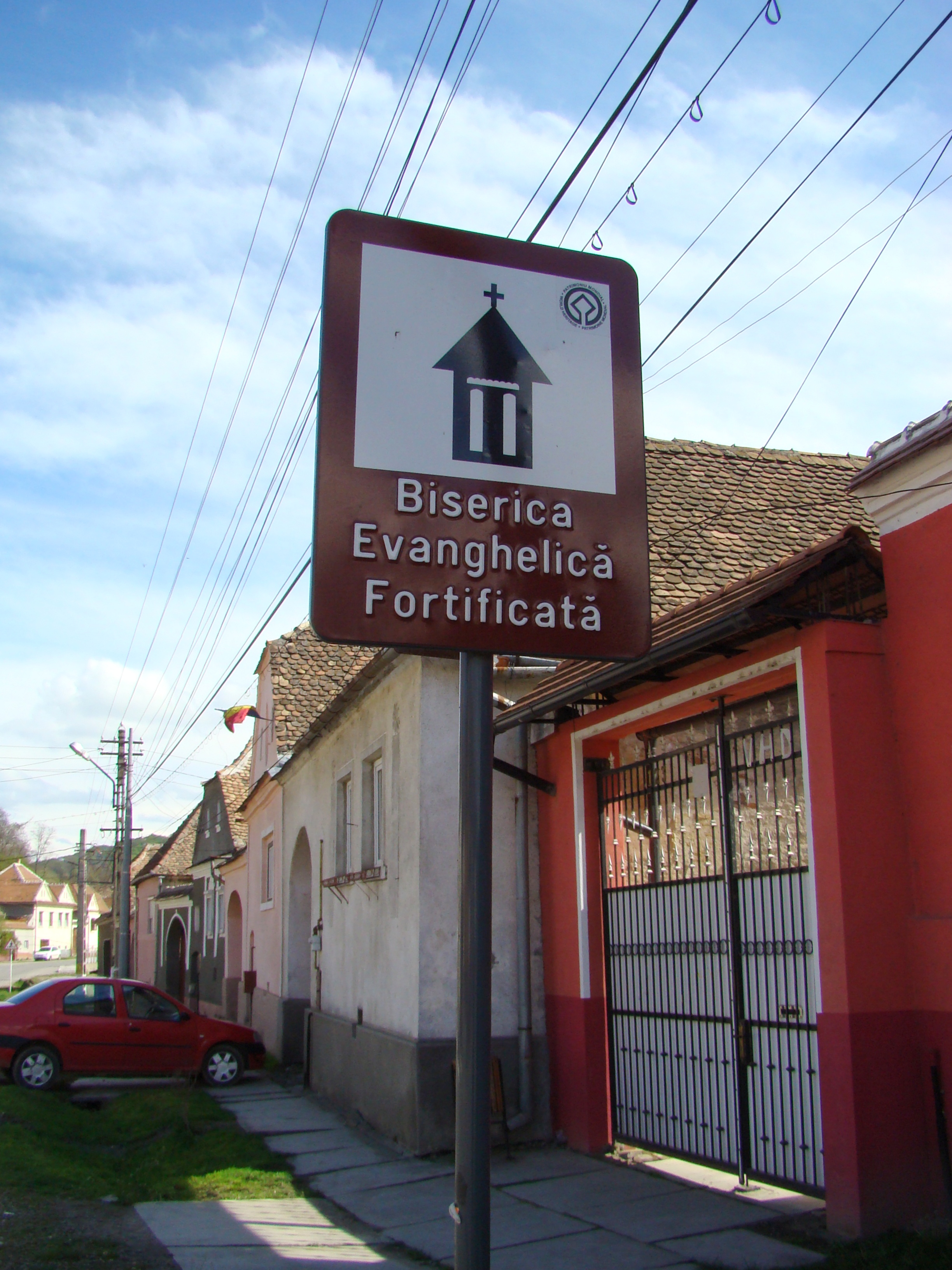
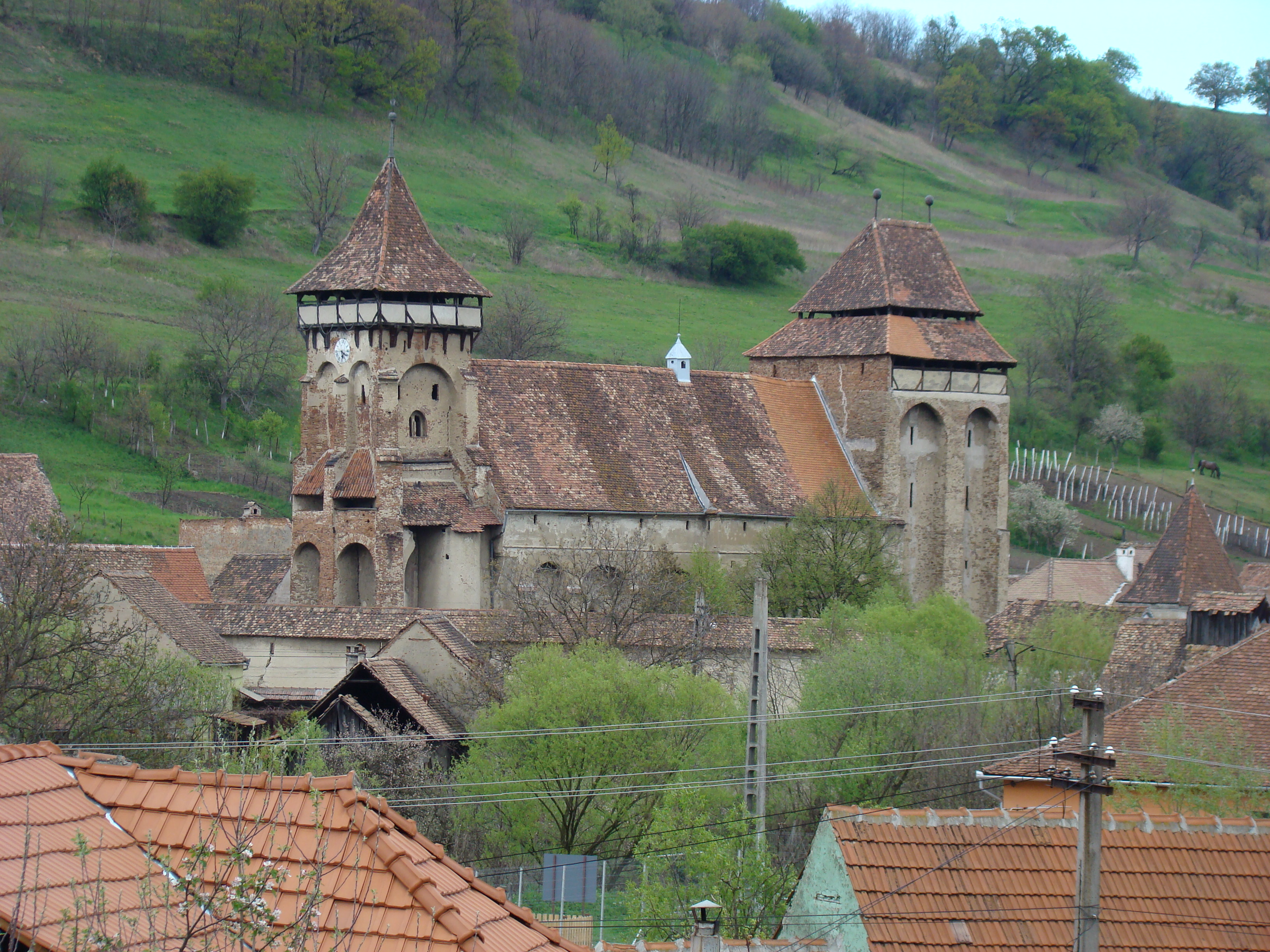
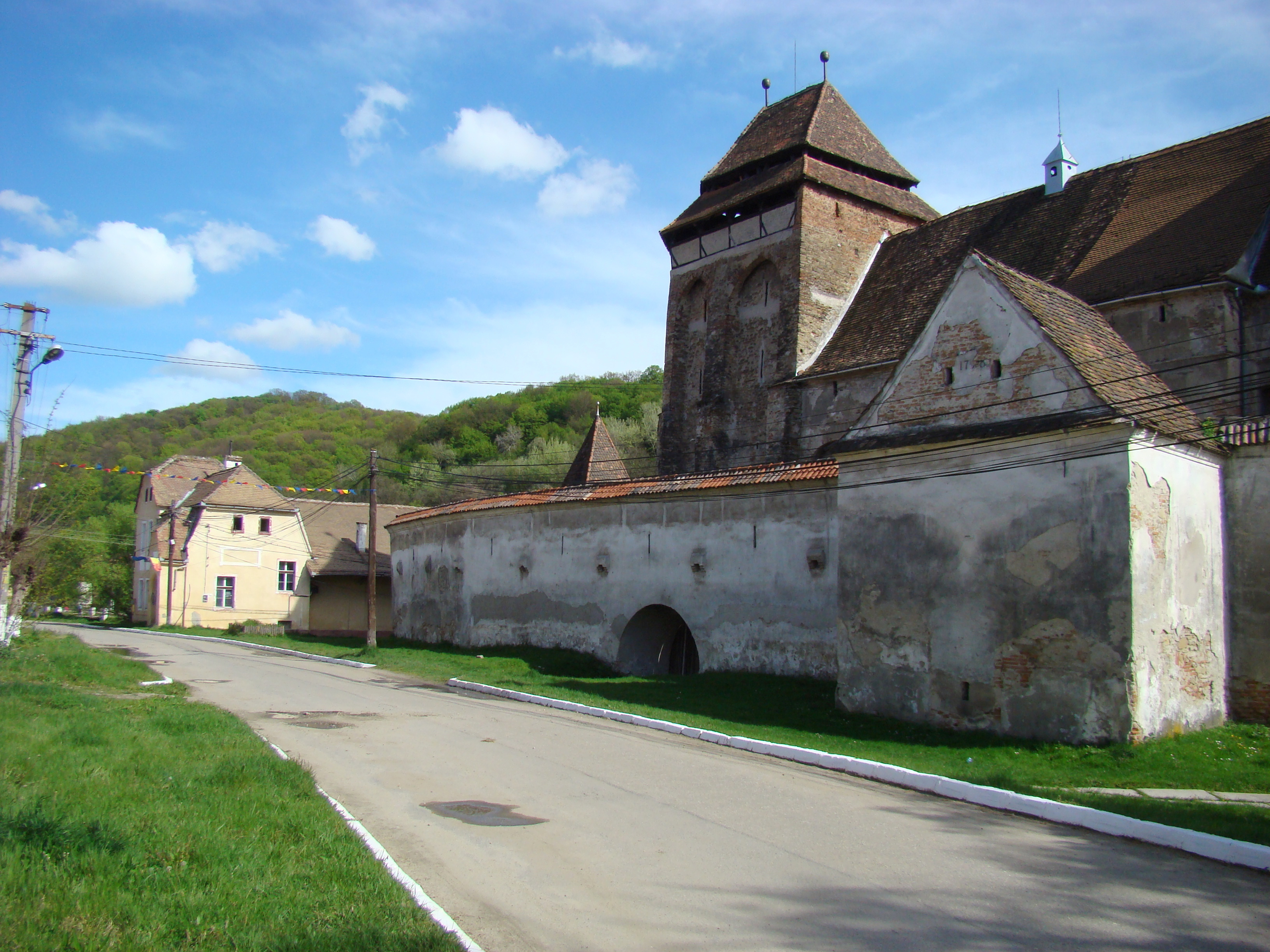
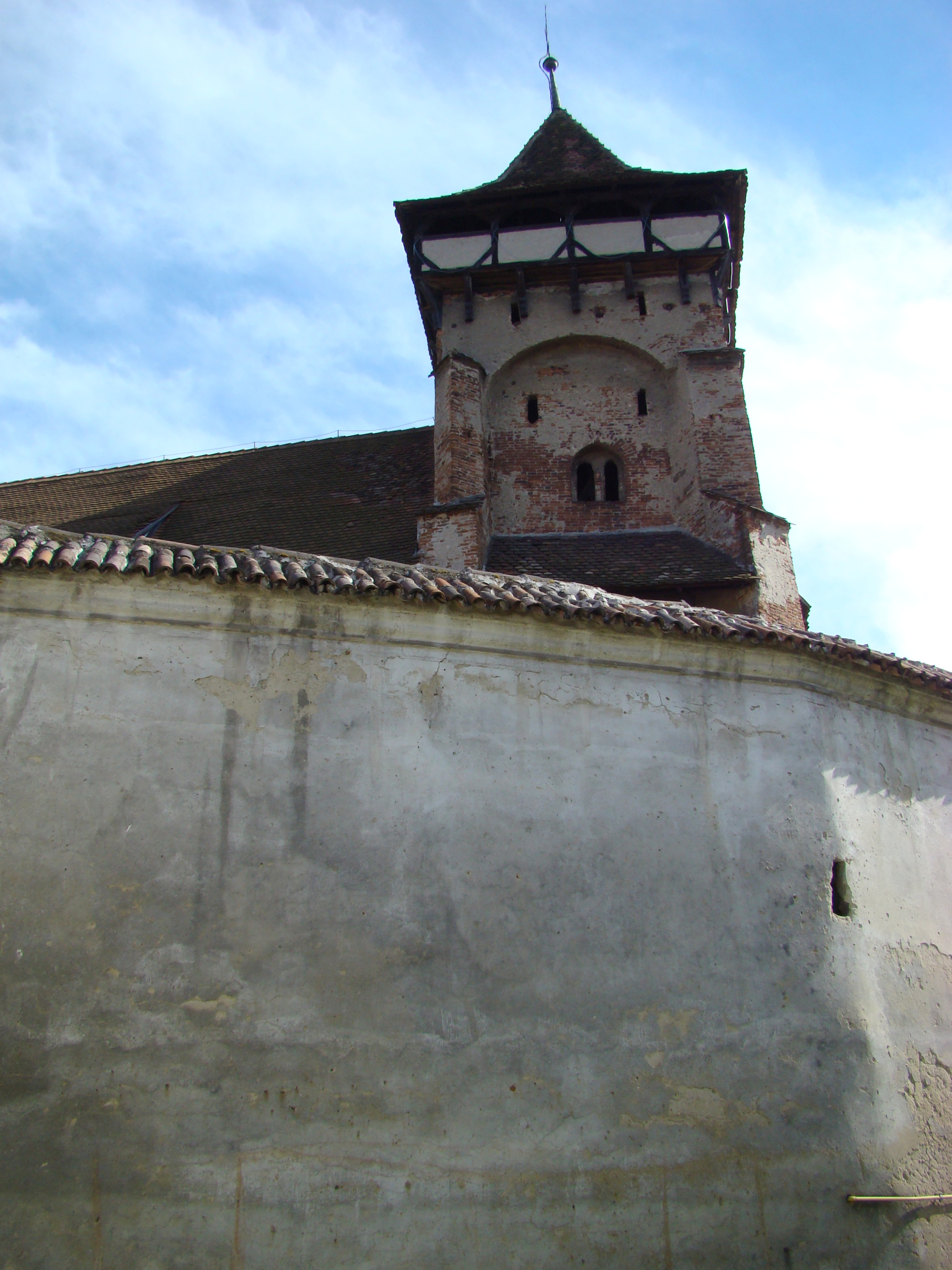
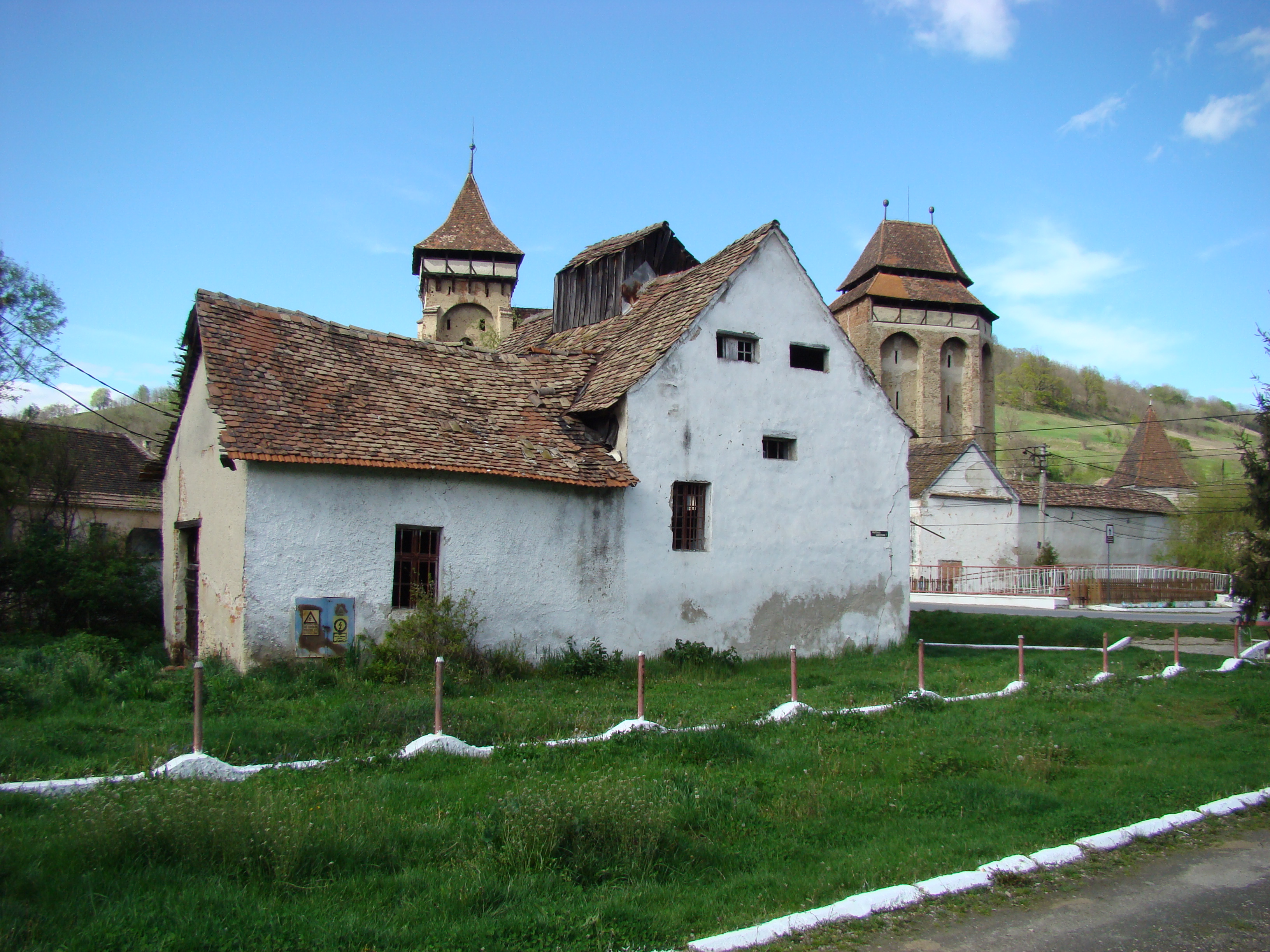
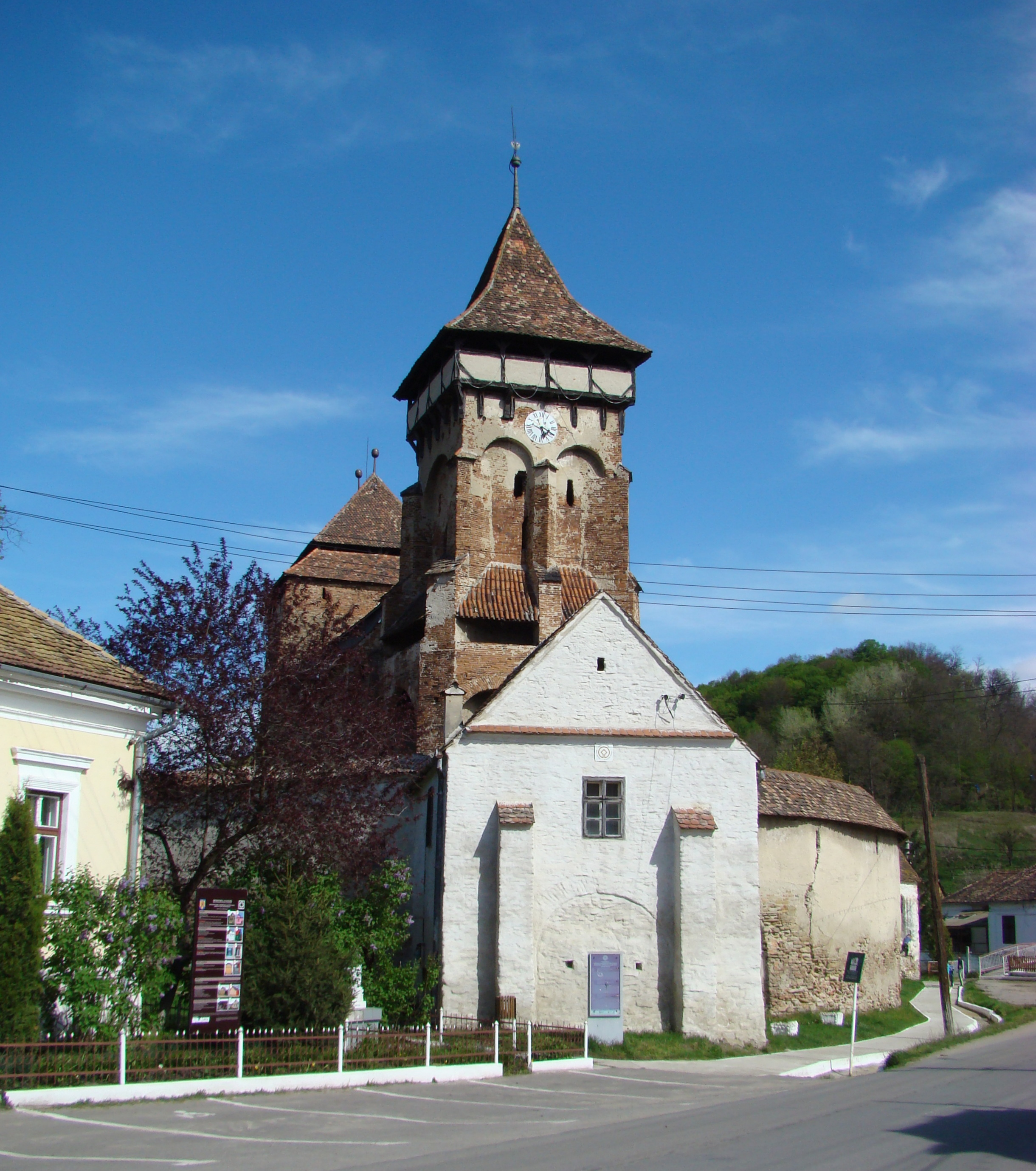
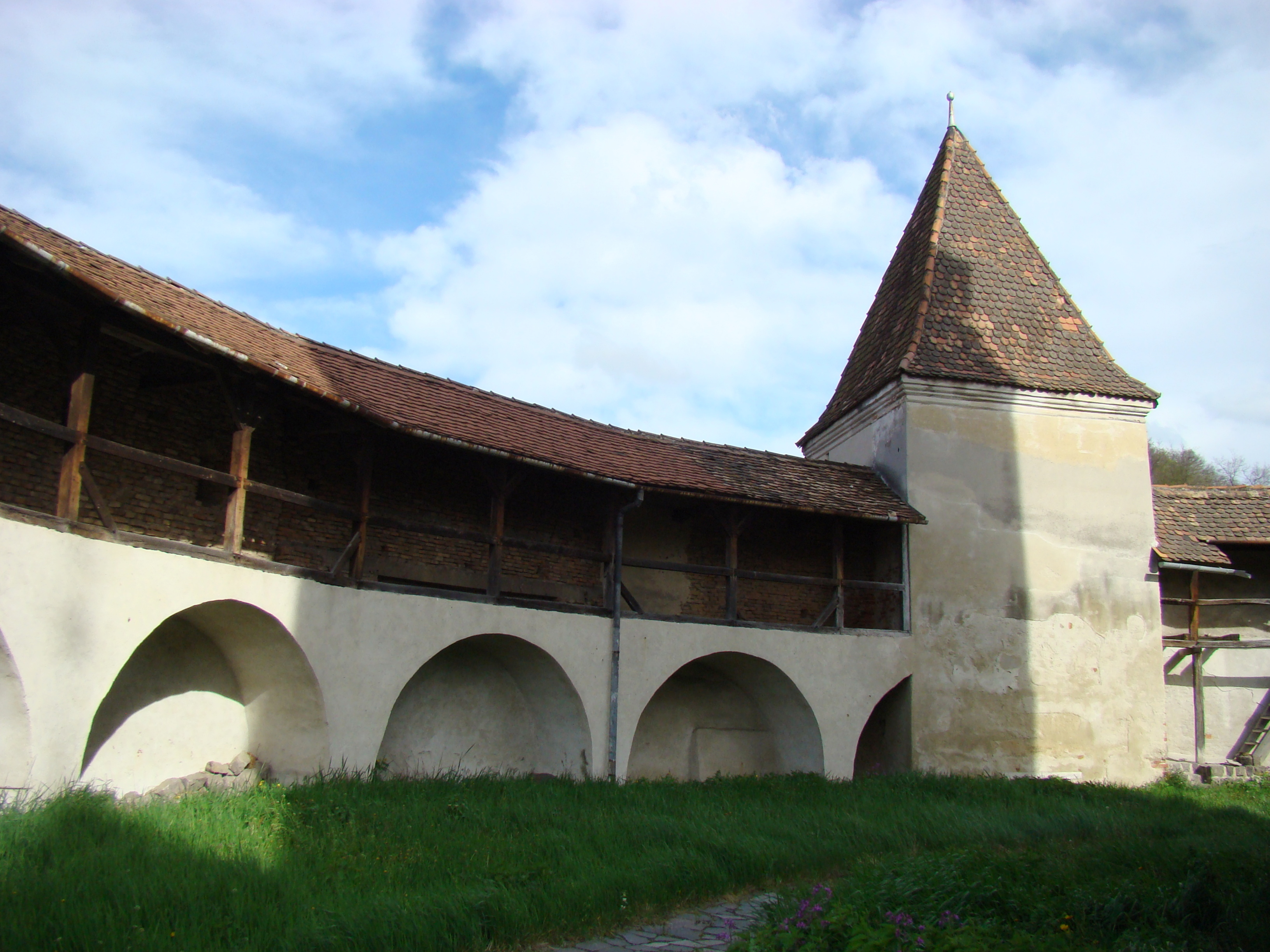
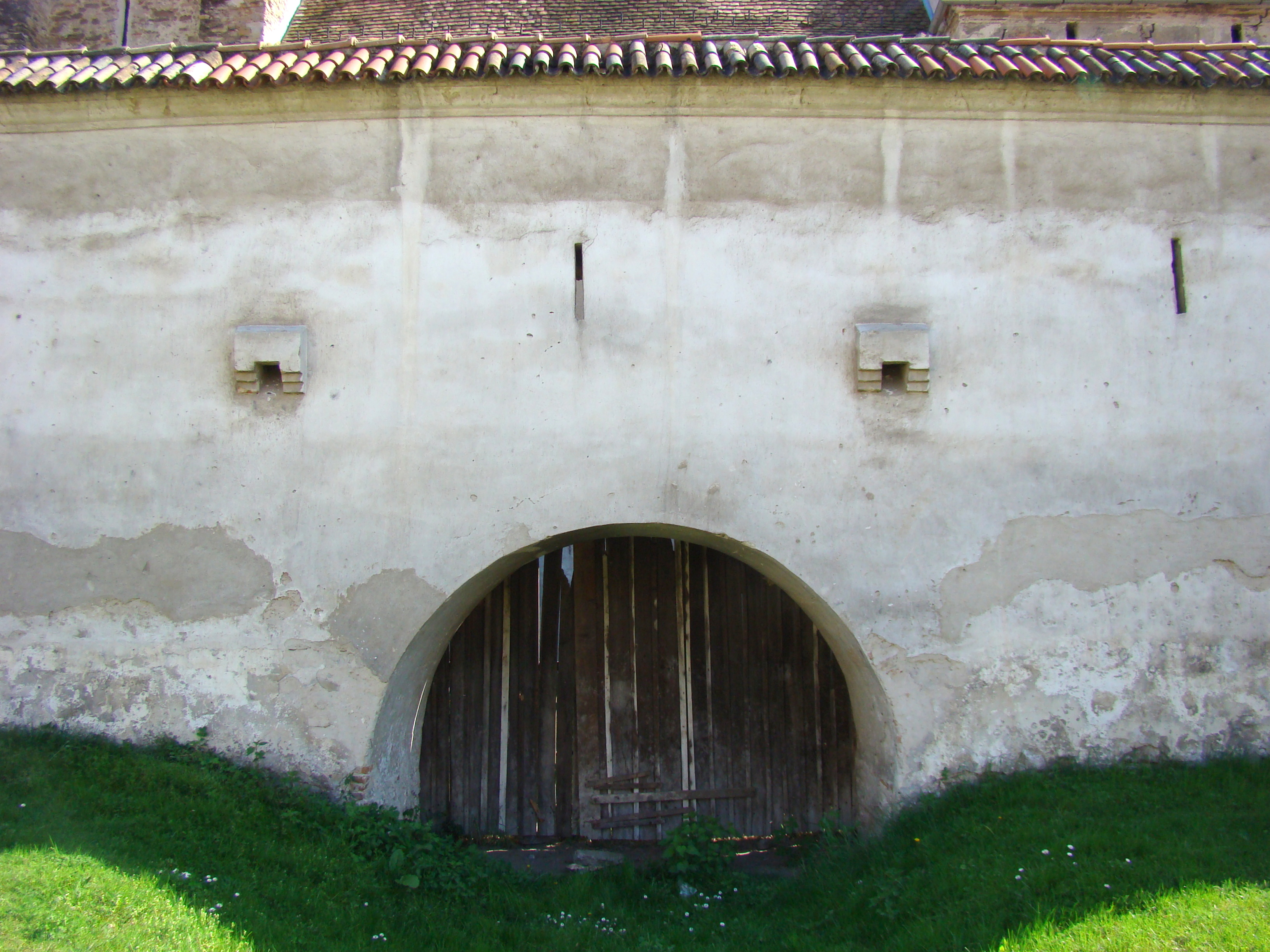
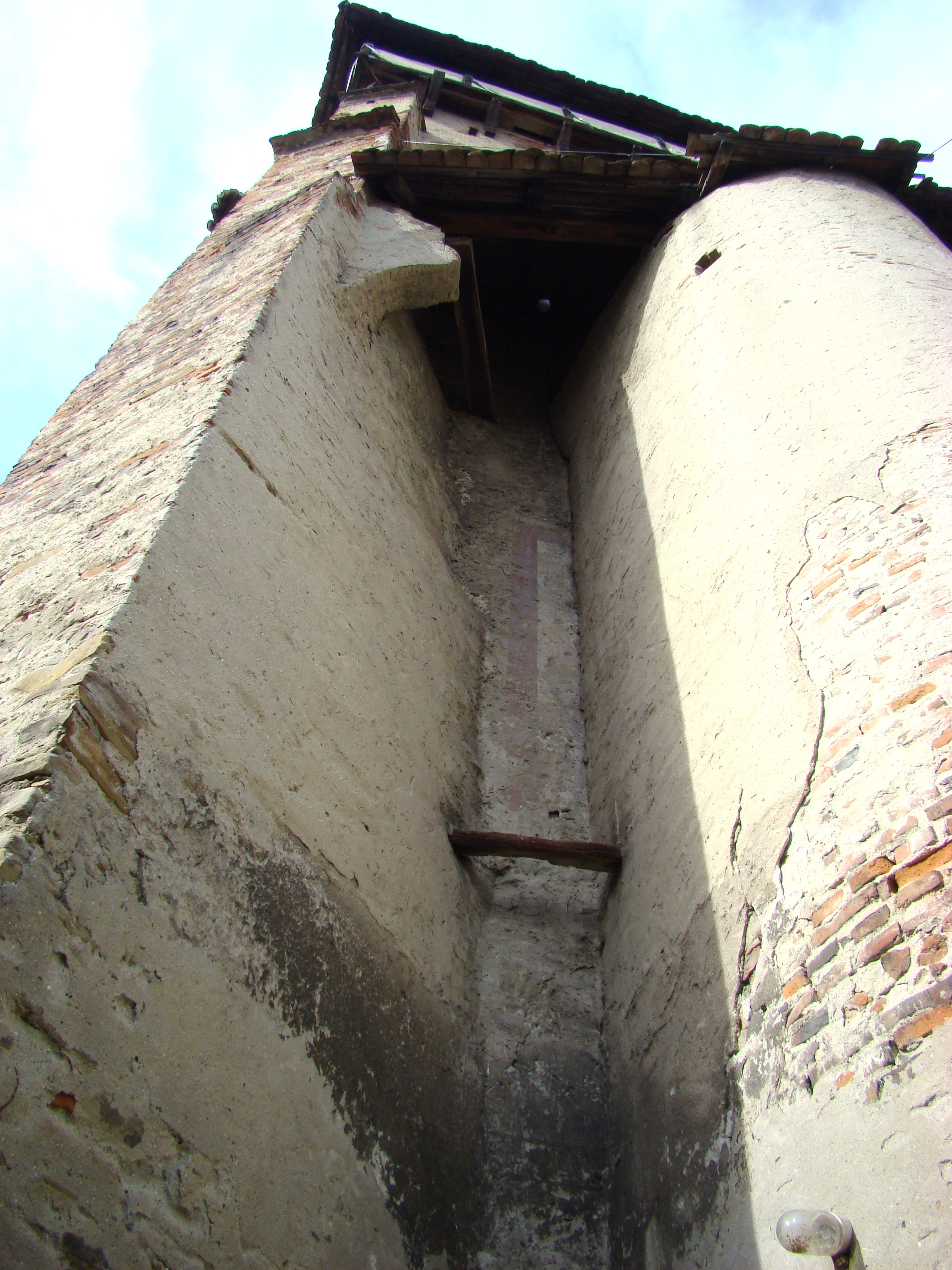
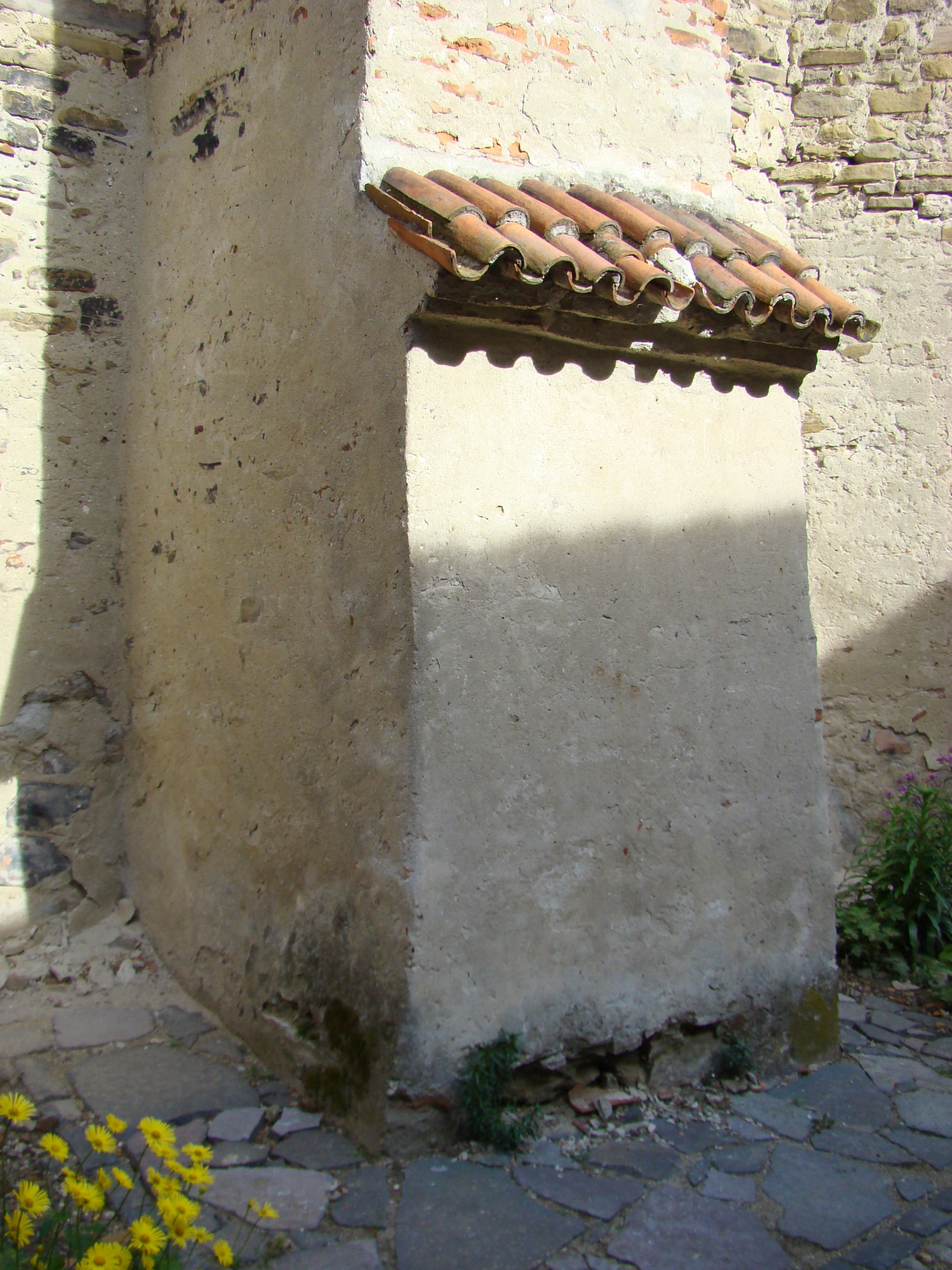
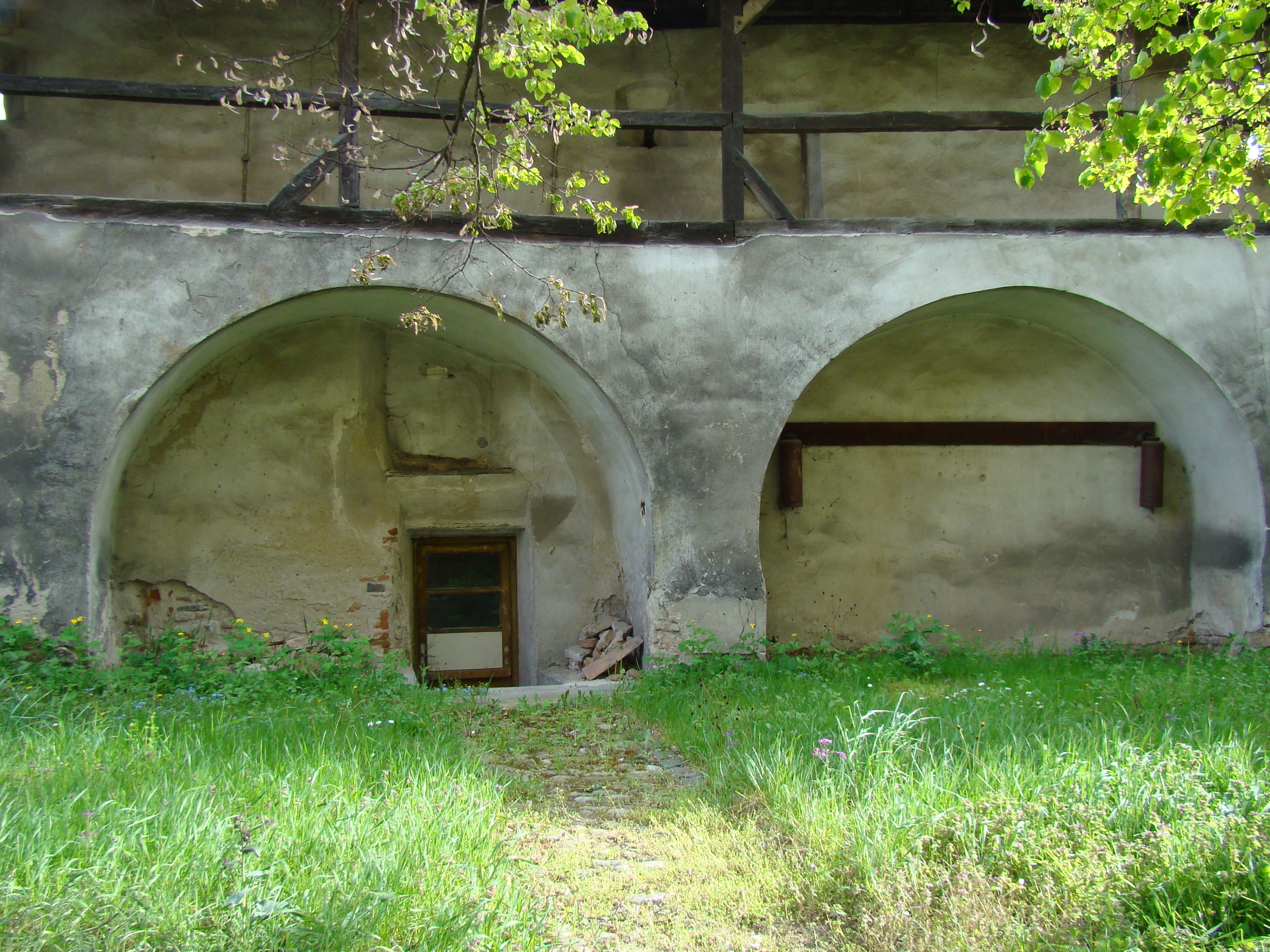
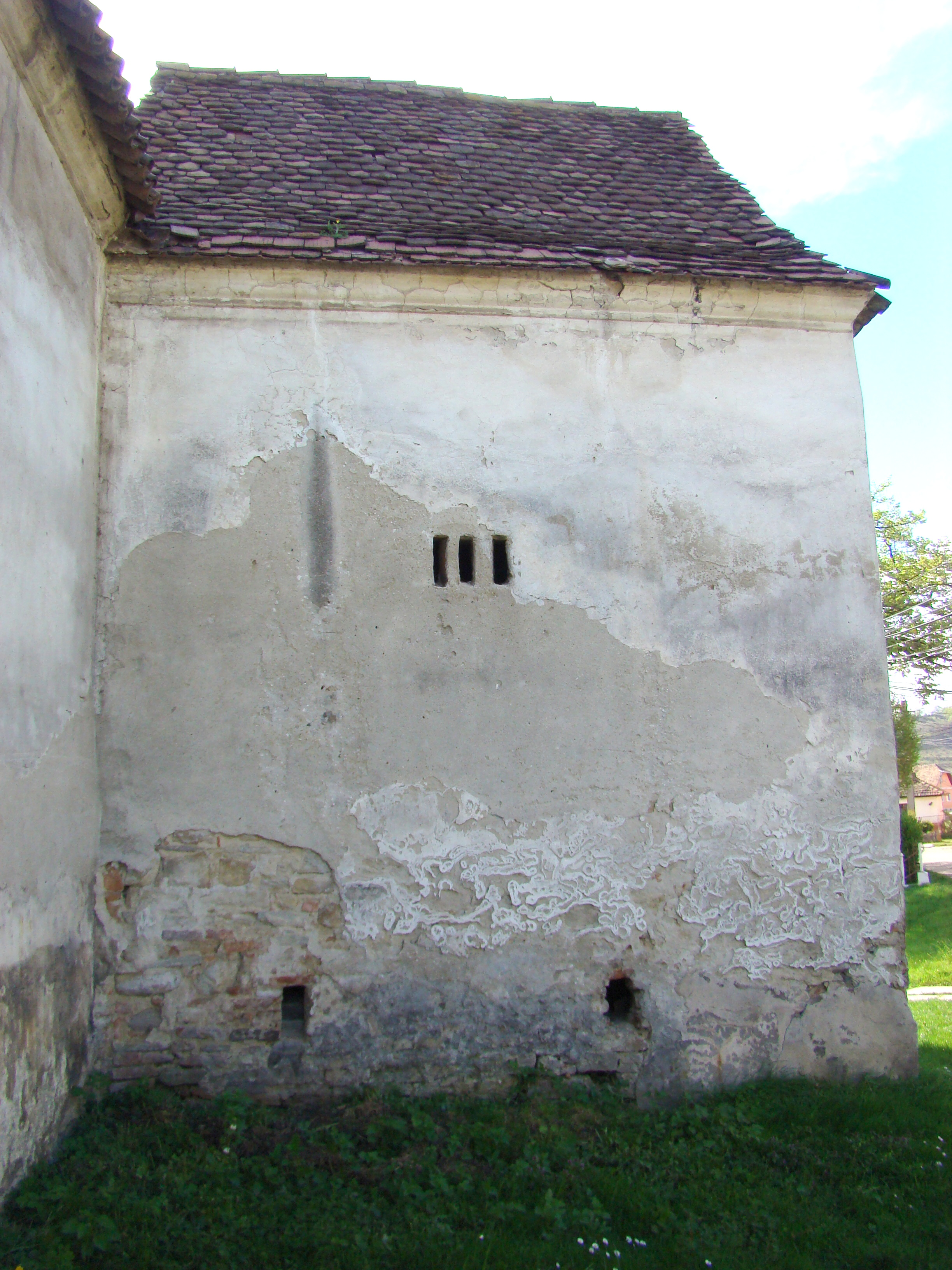
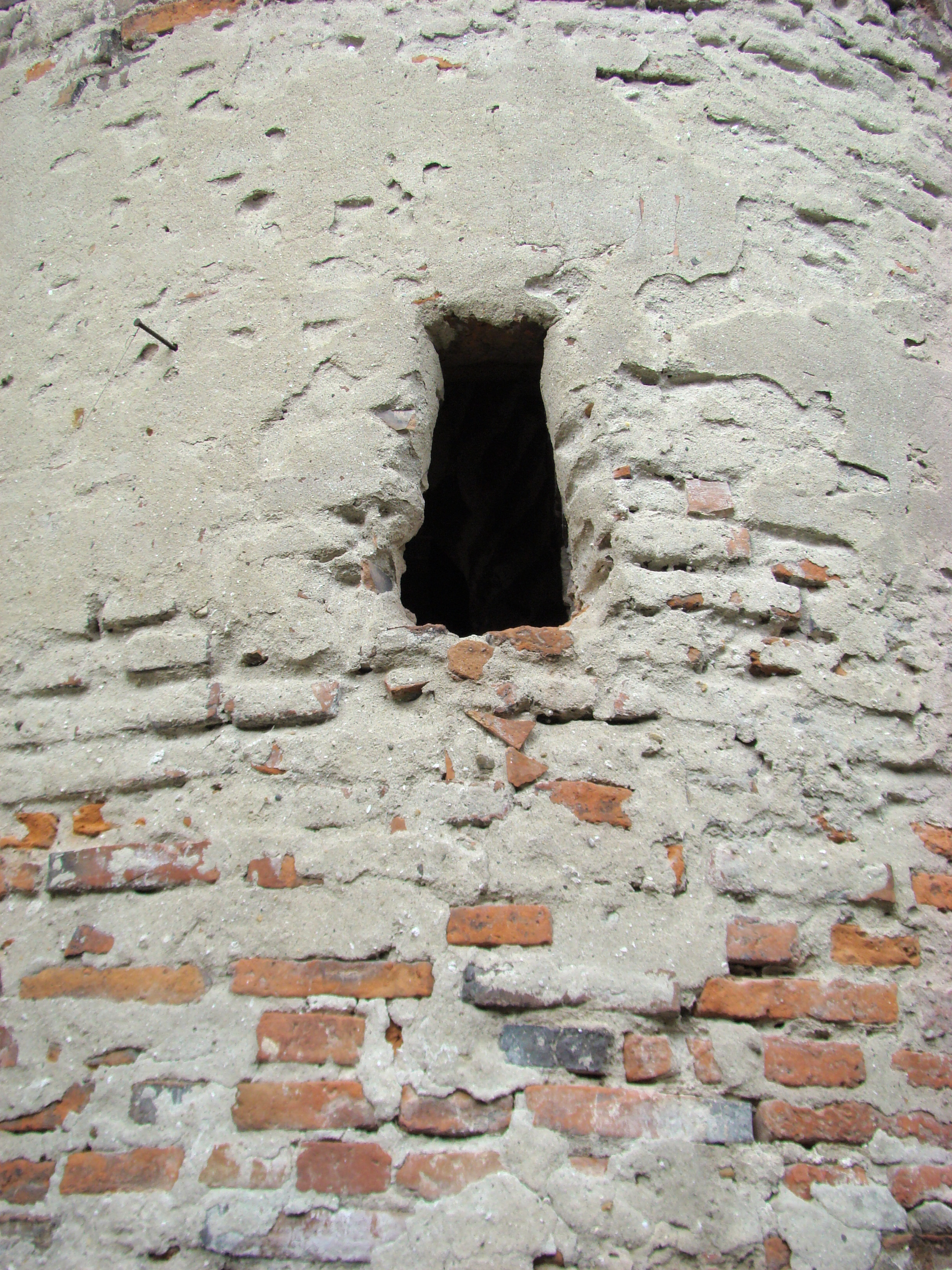
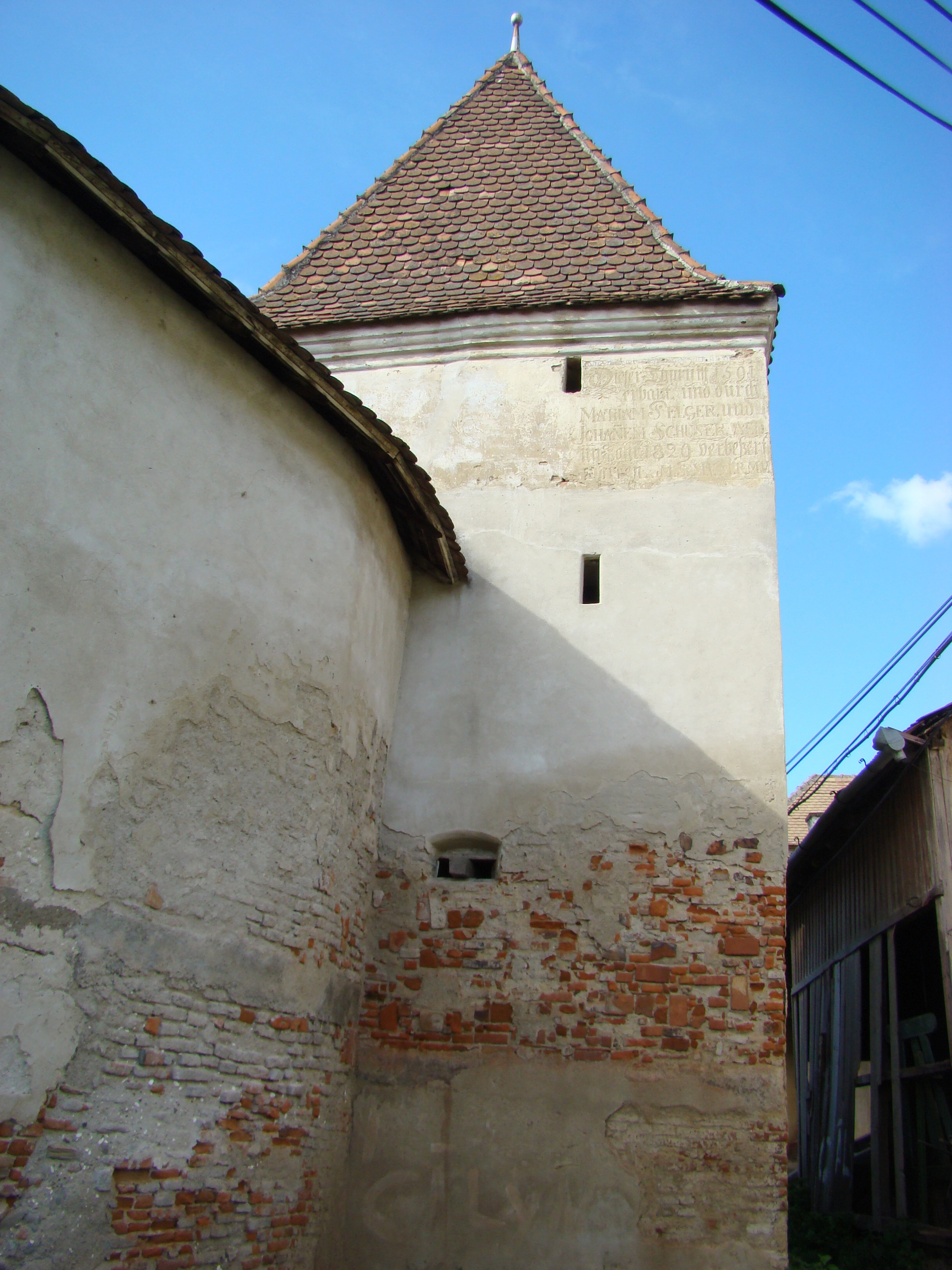
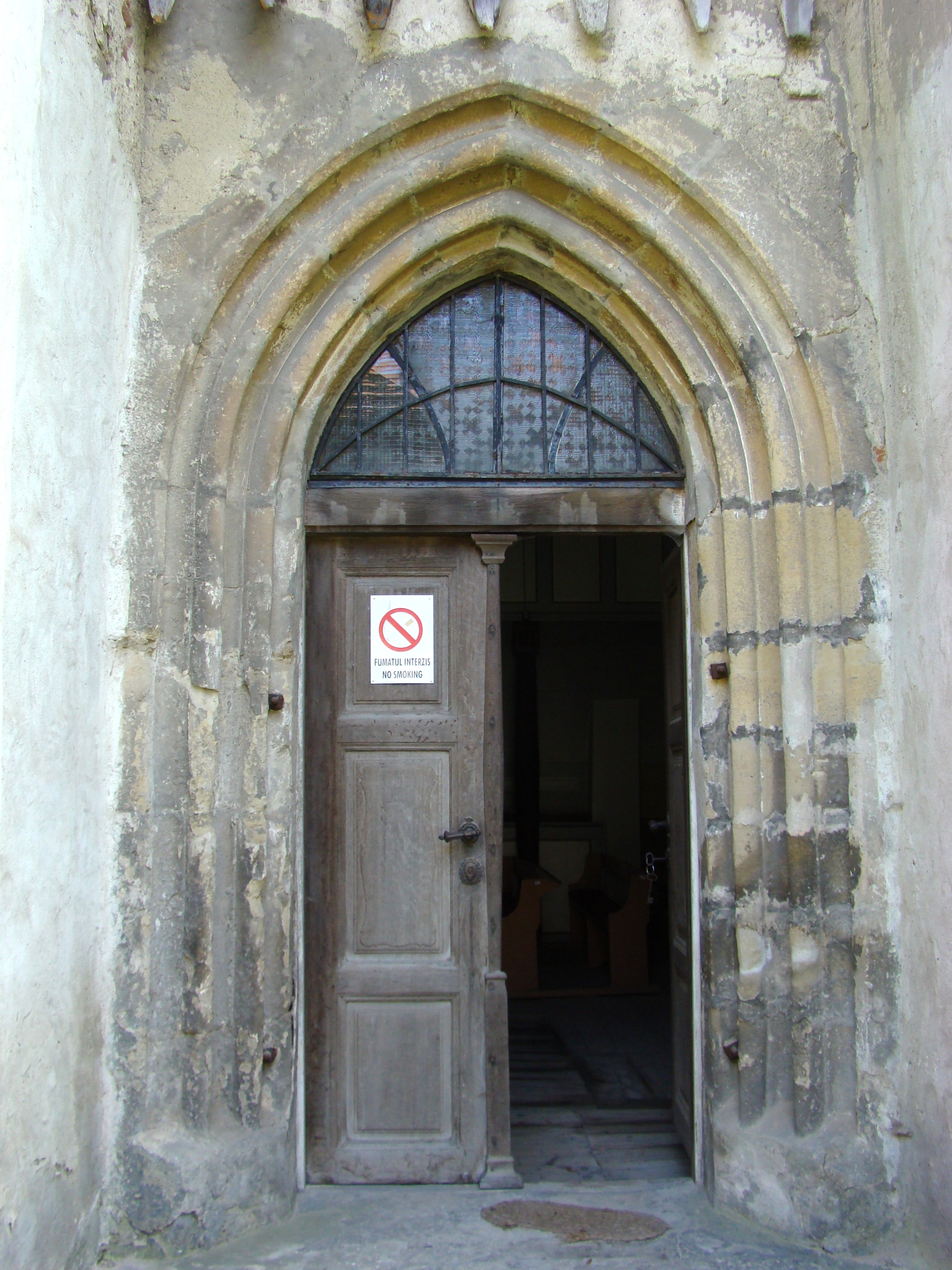
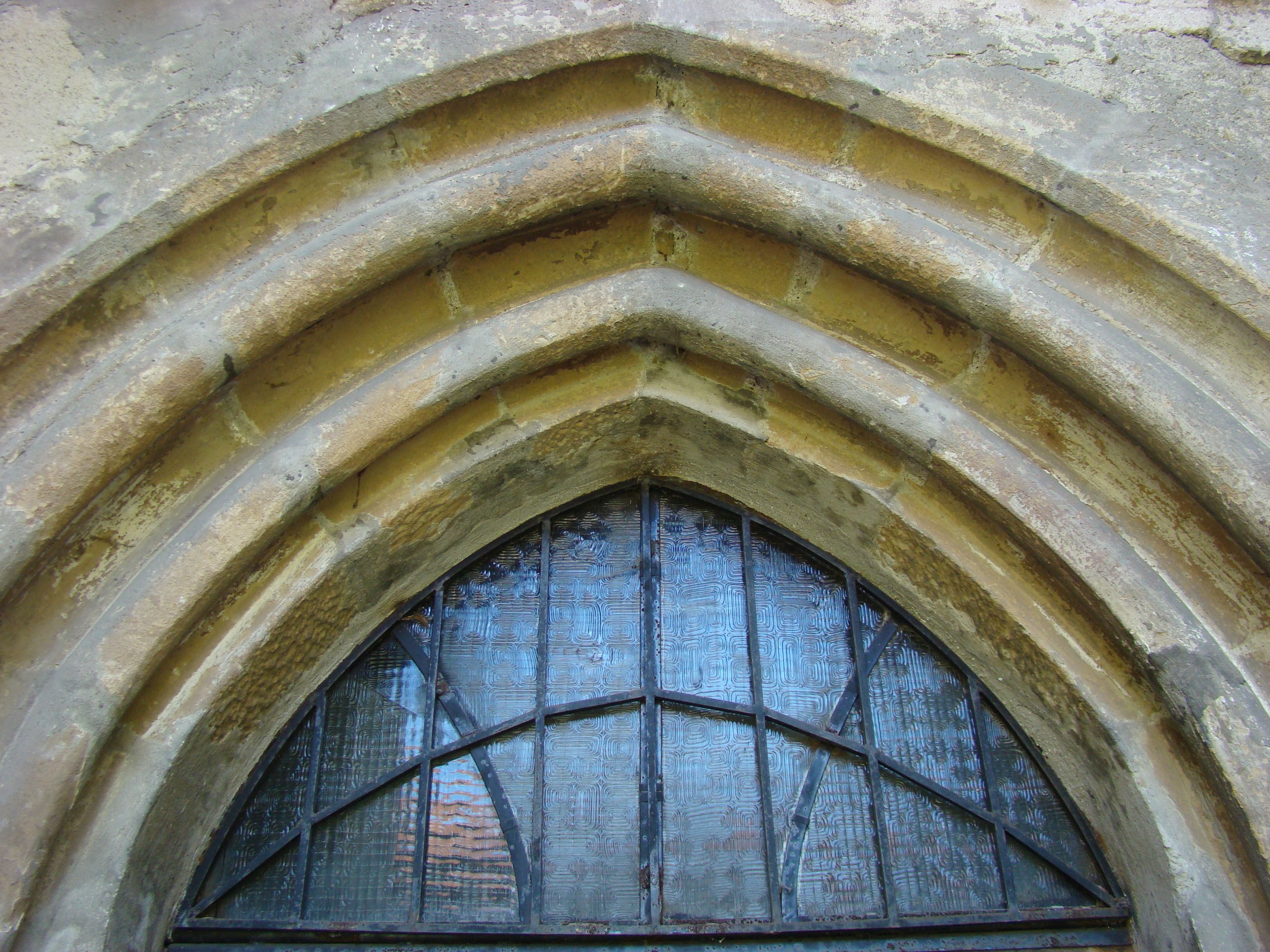
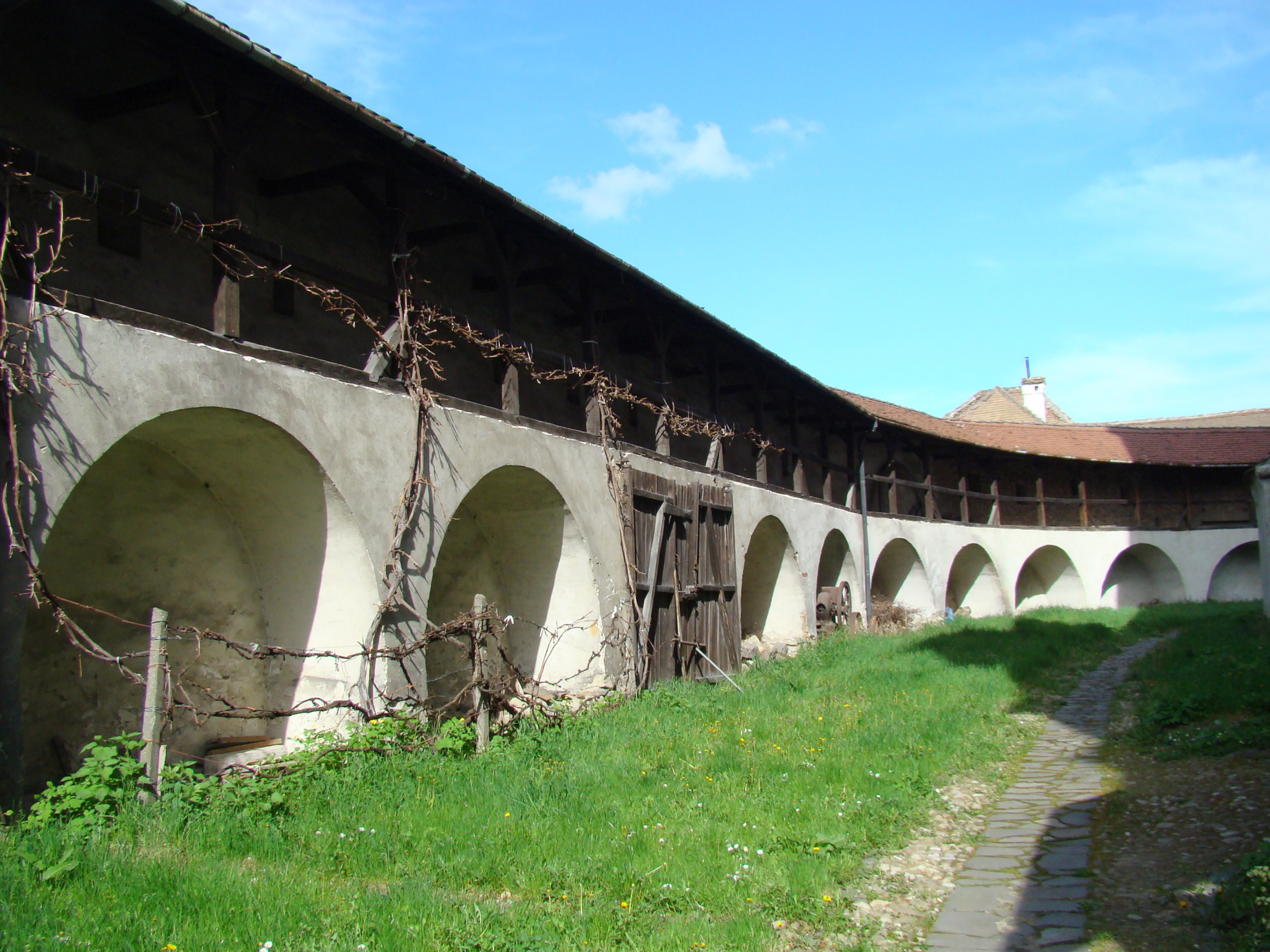
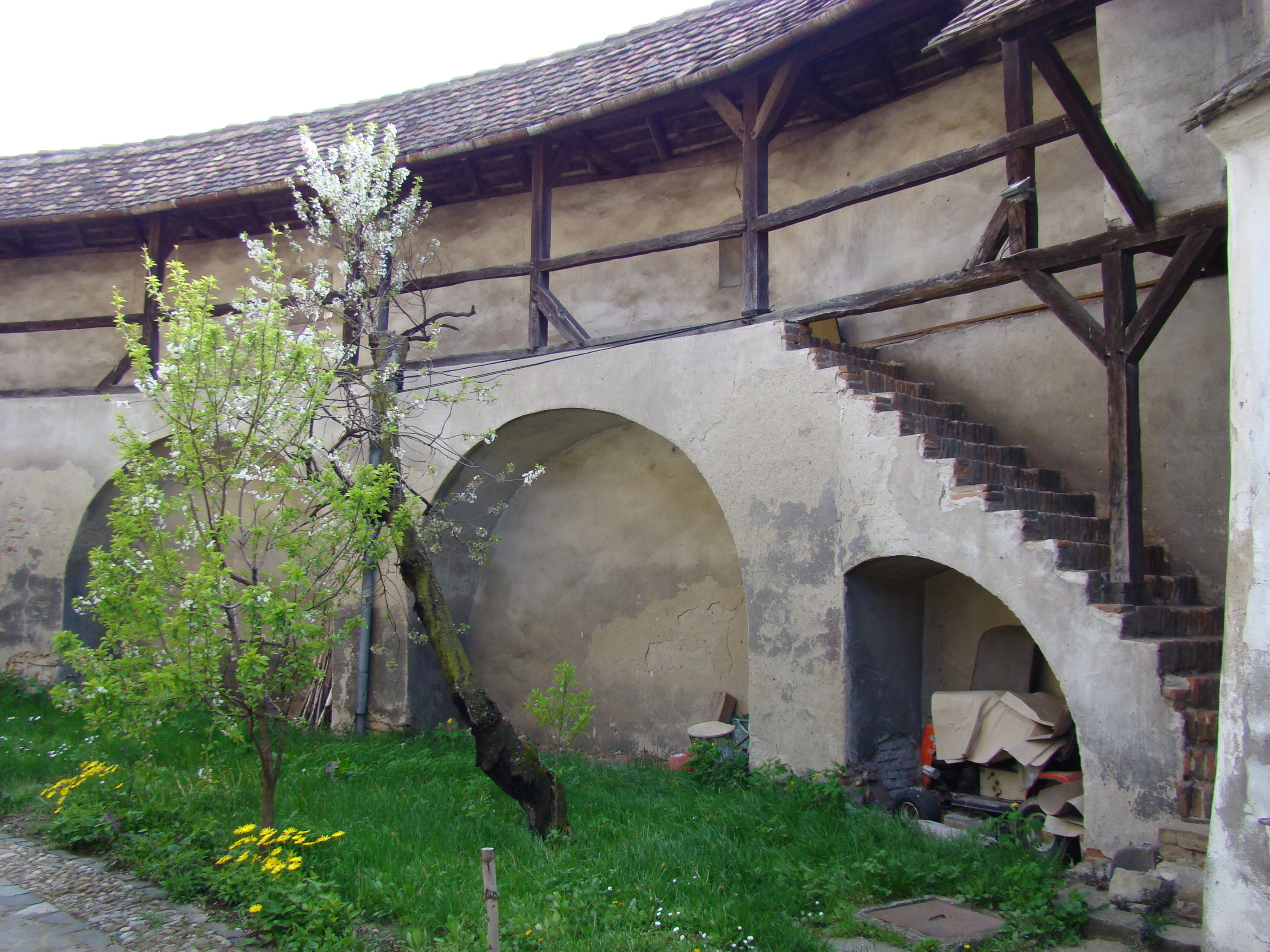
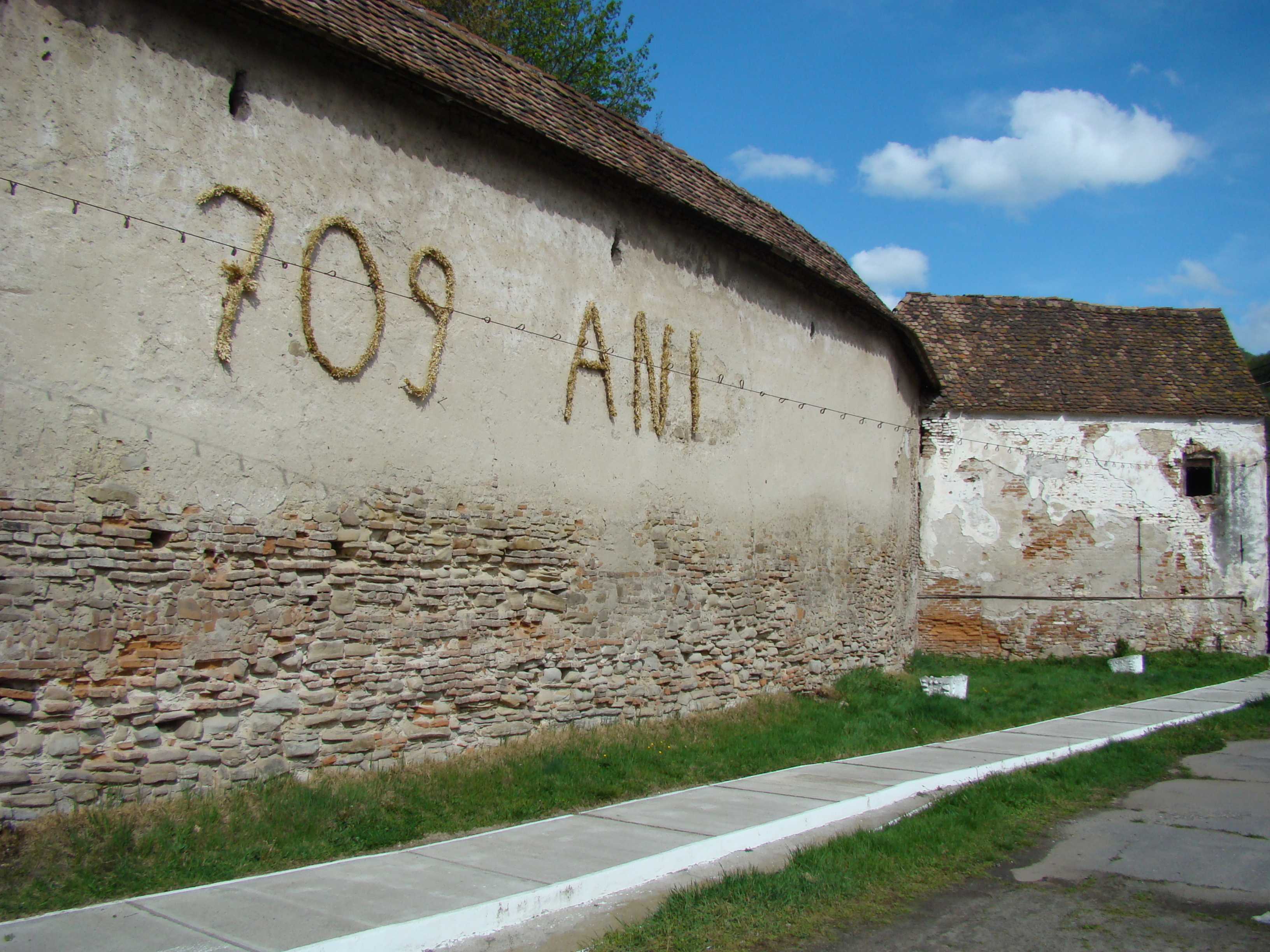
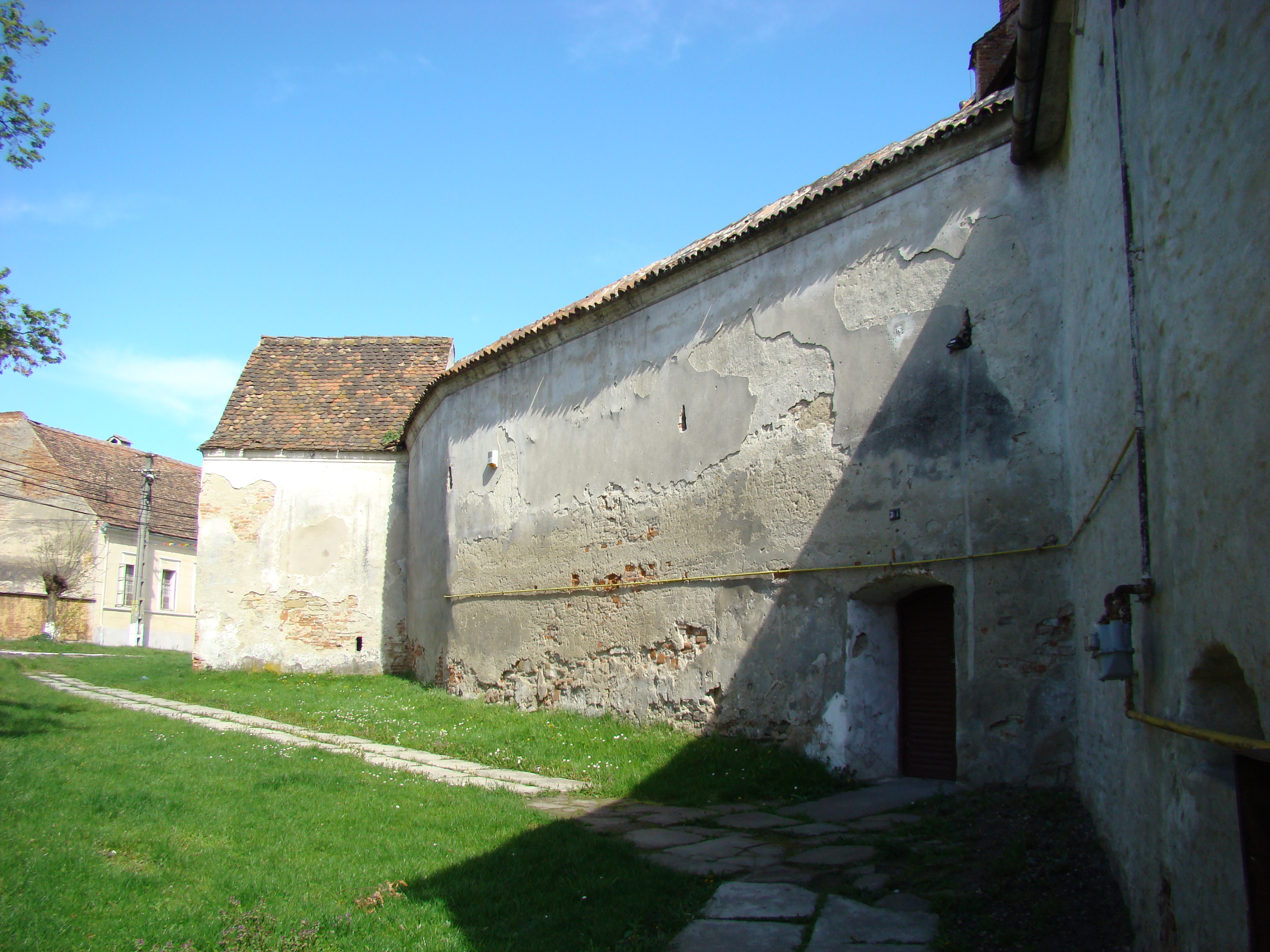
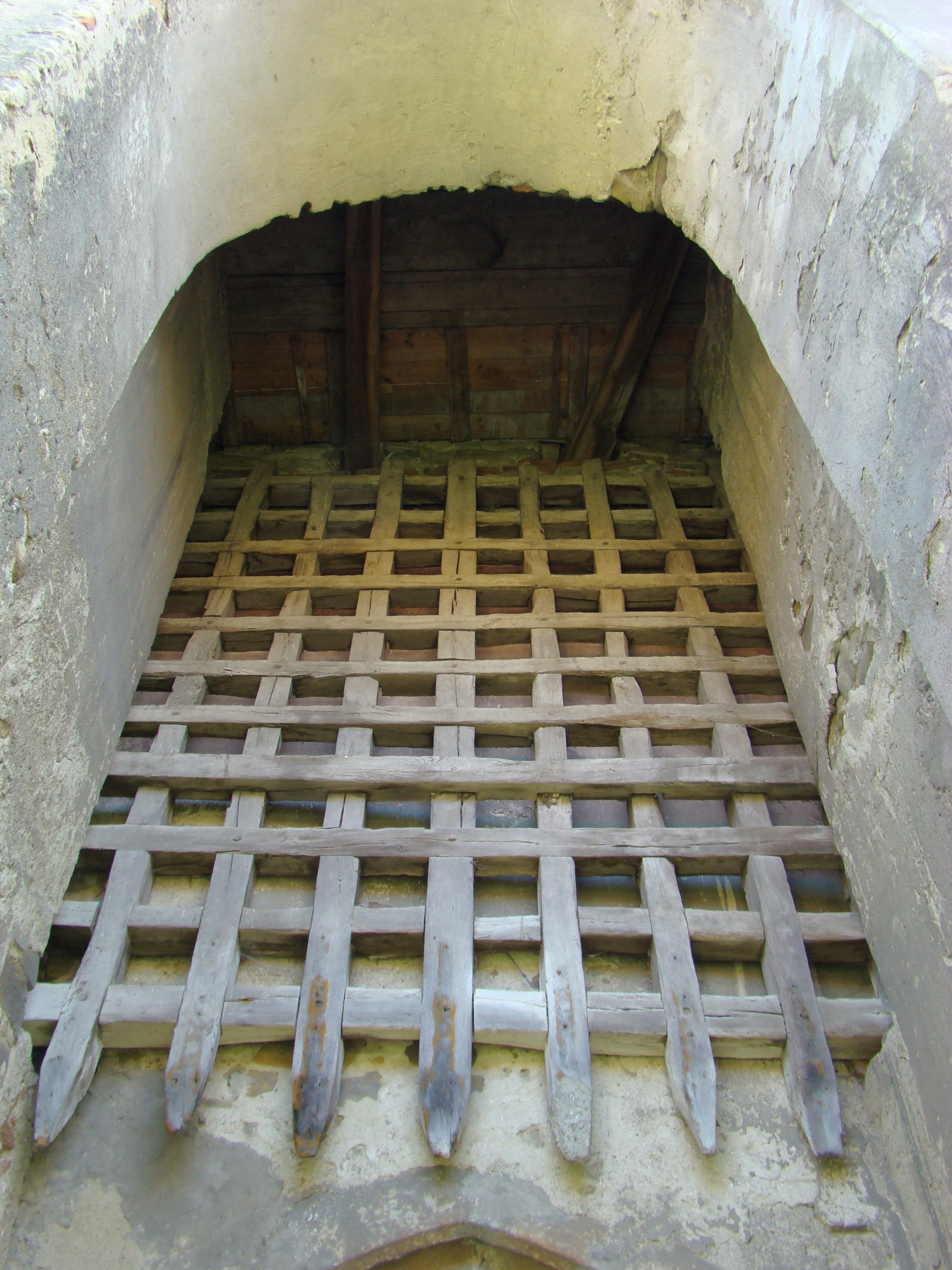
Hersa, deasupra portalului de nord din 1525, care s-a păstrat intactă

## Imagini din interior

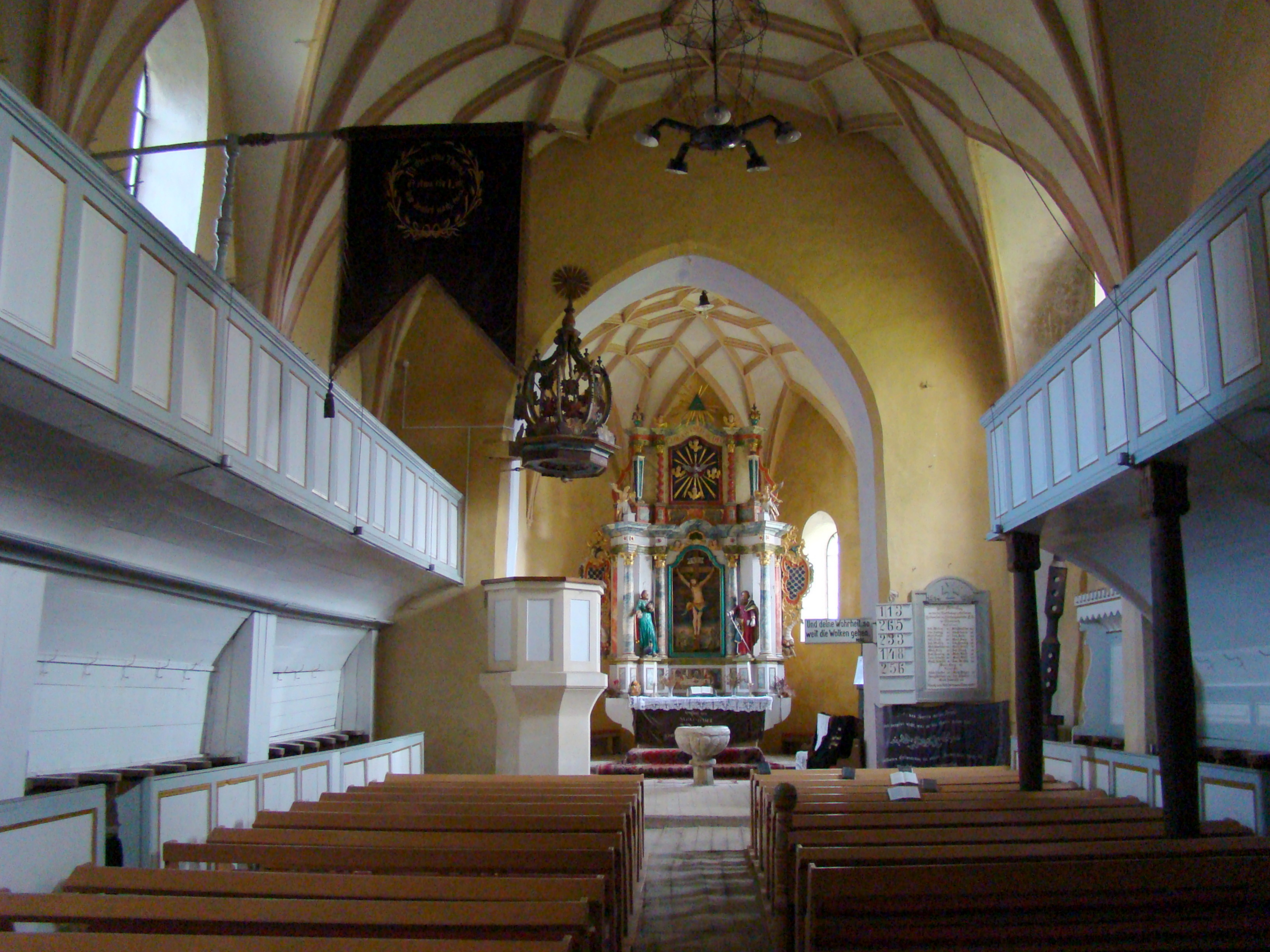
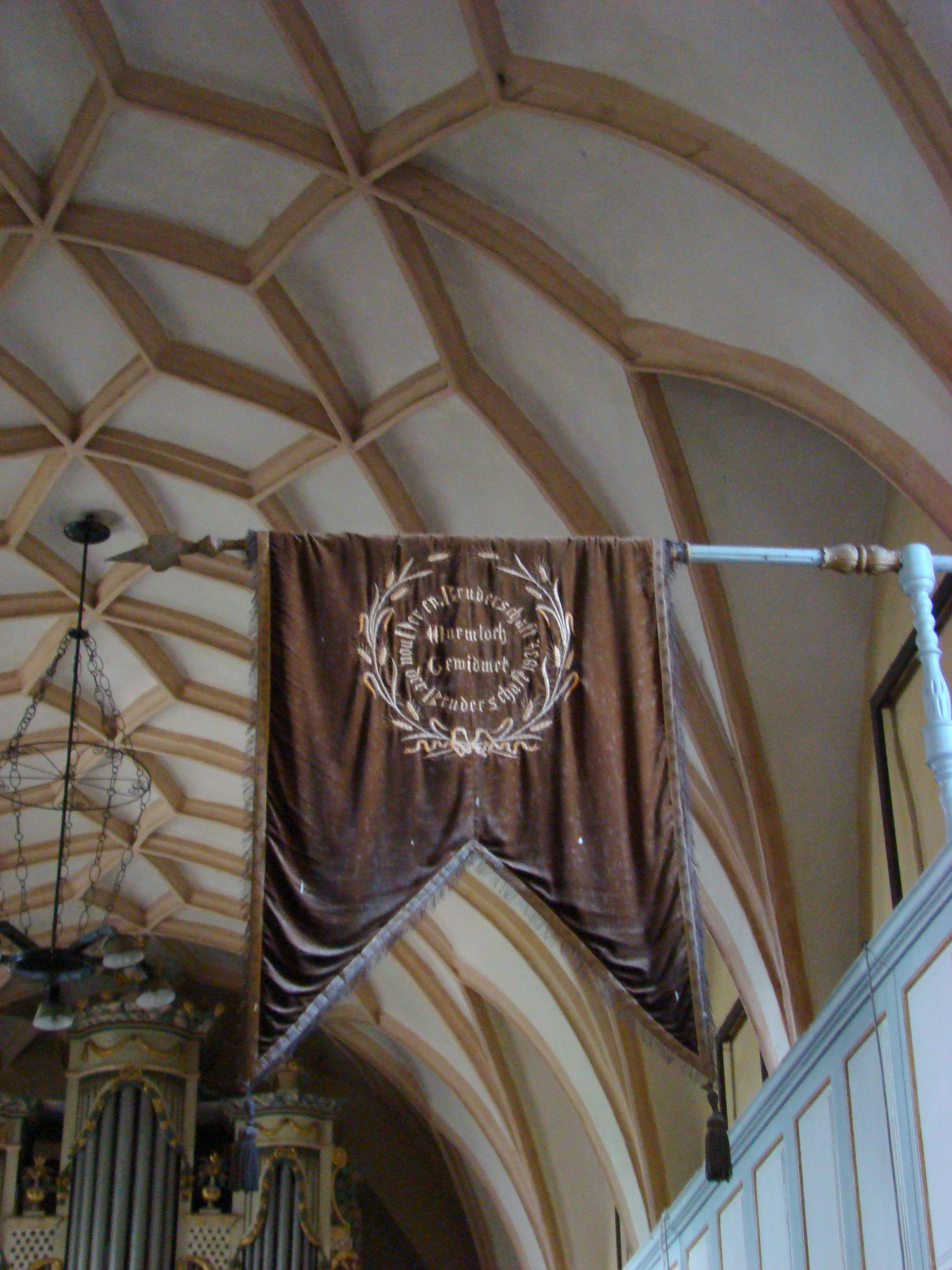
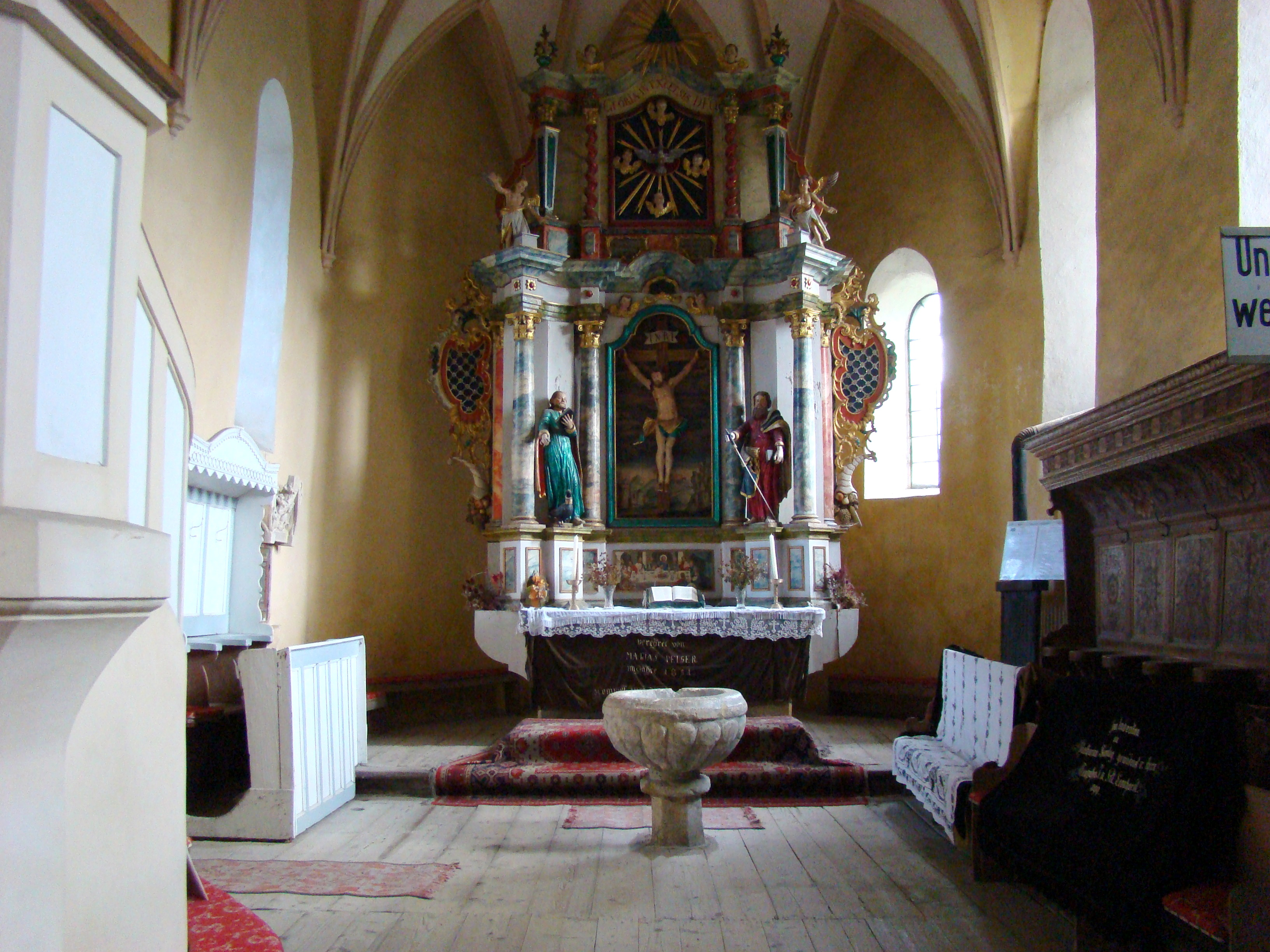
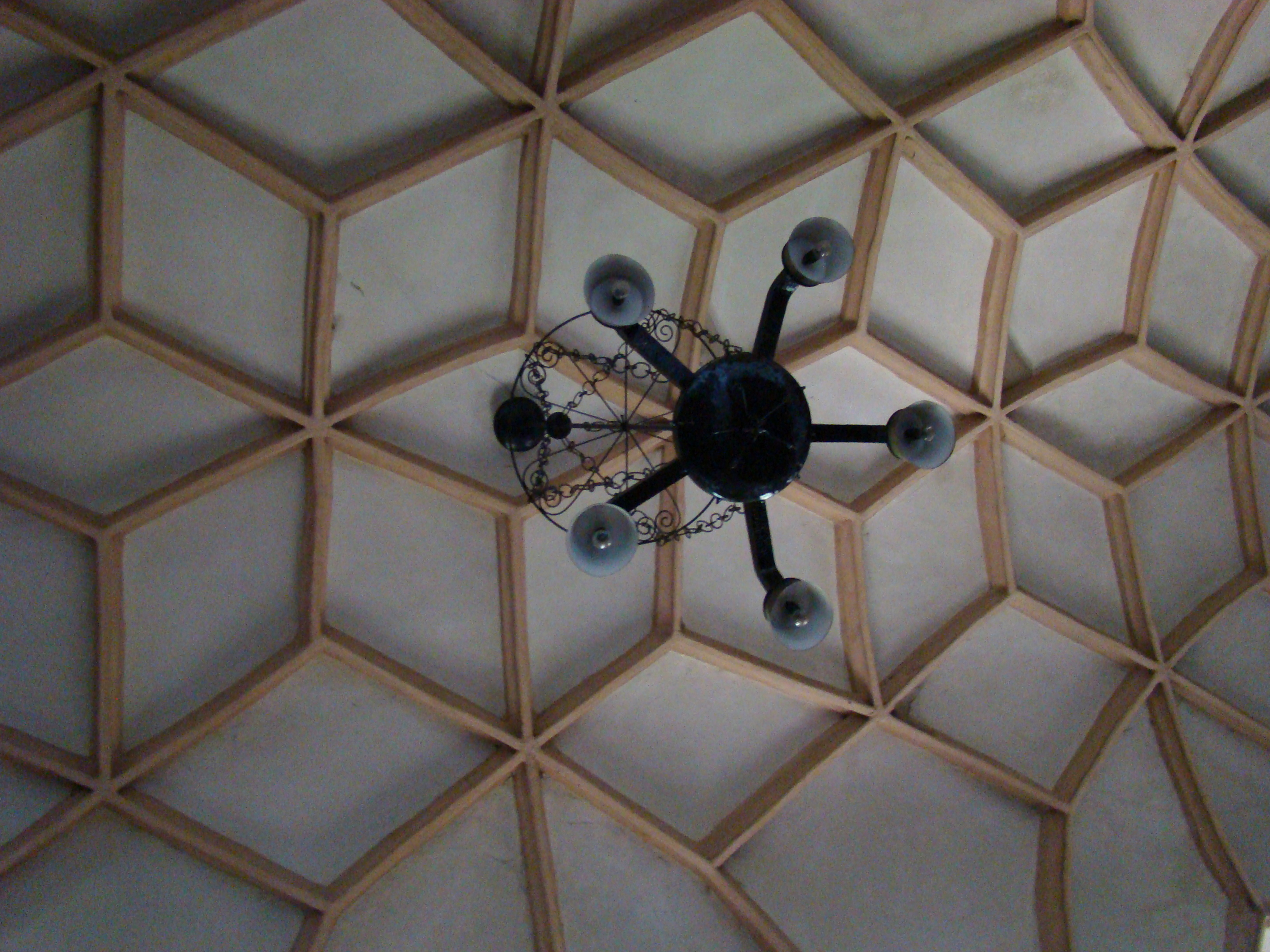
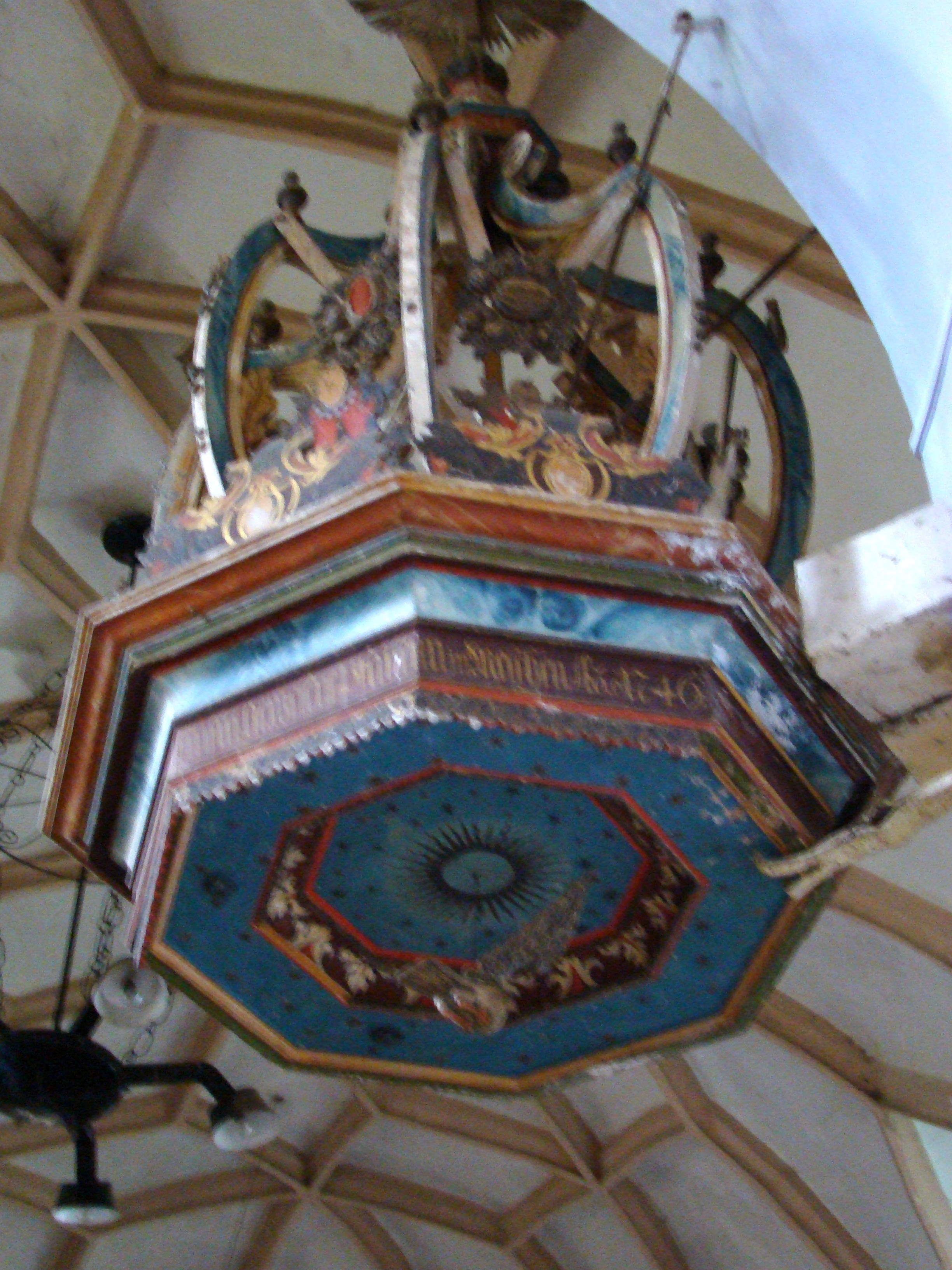
Baldachinul amvonului din 1746
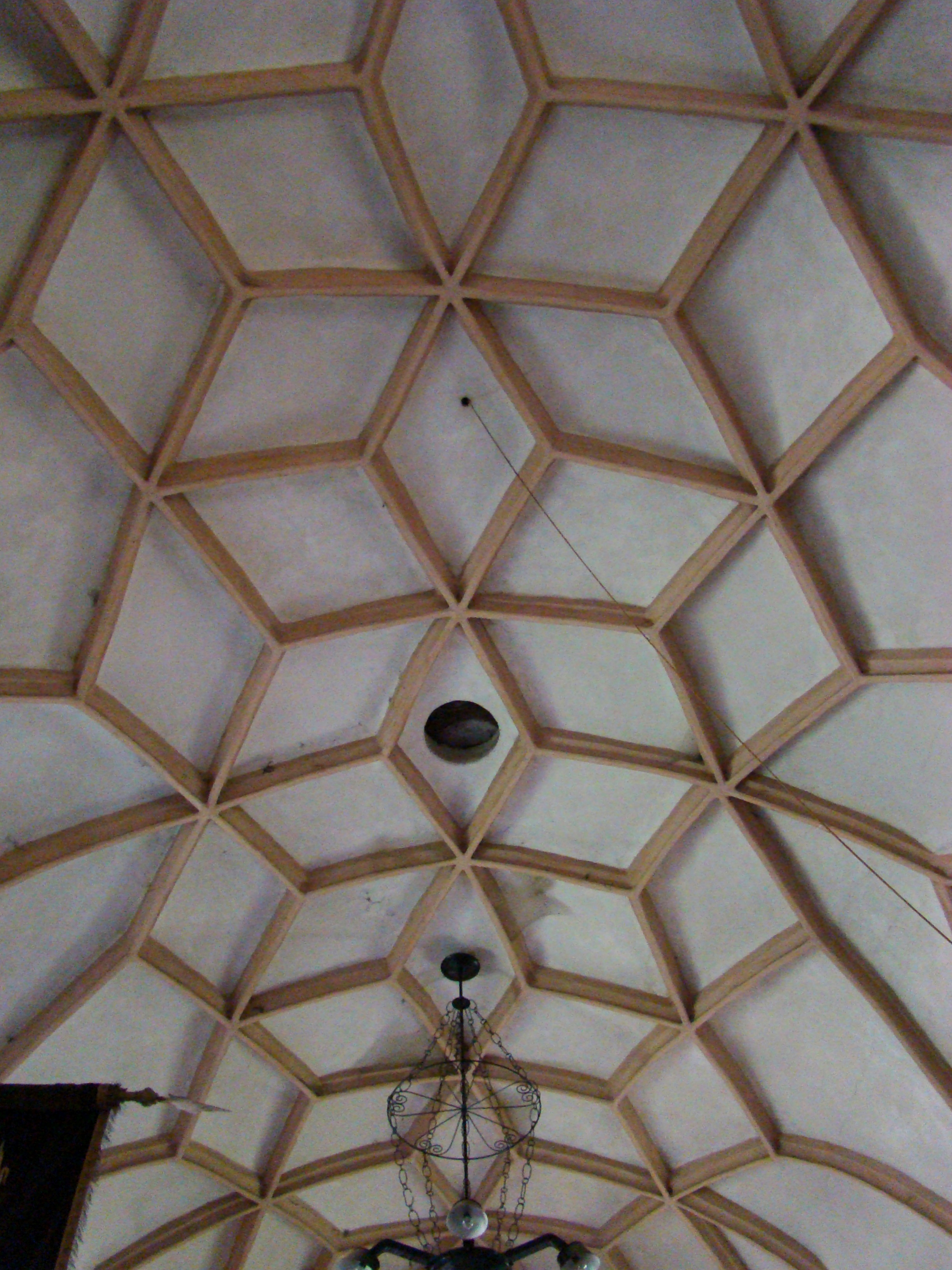
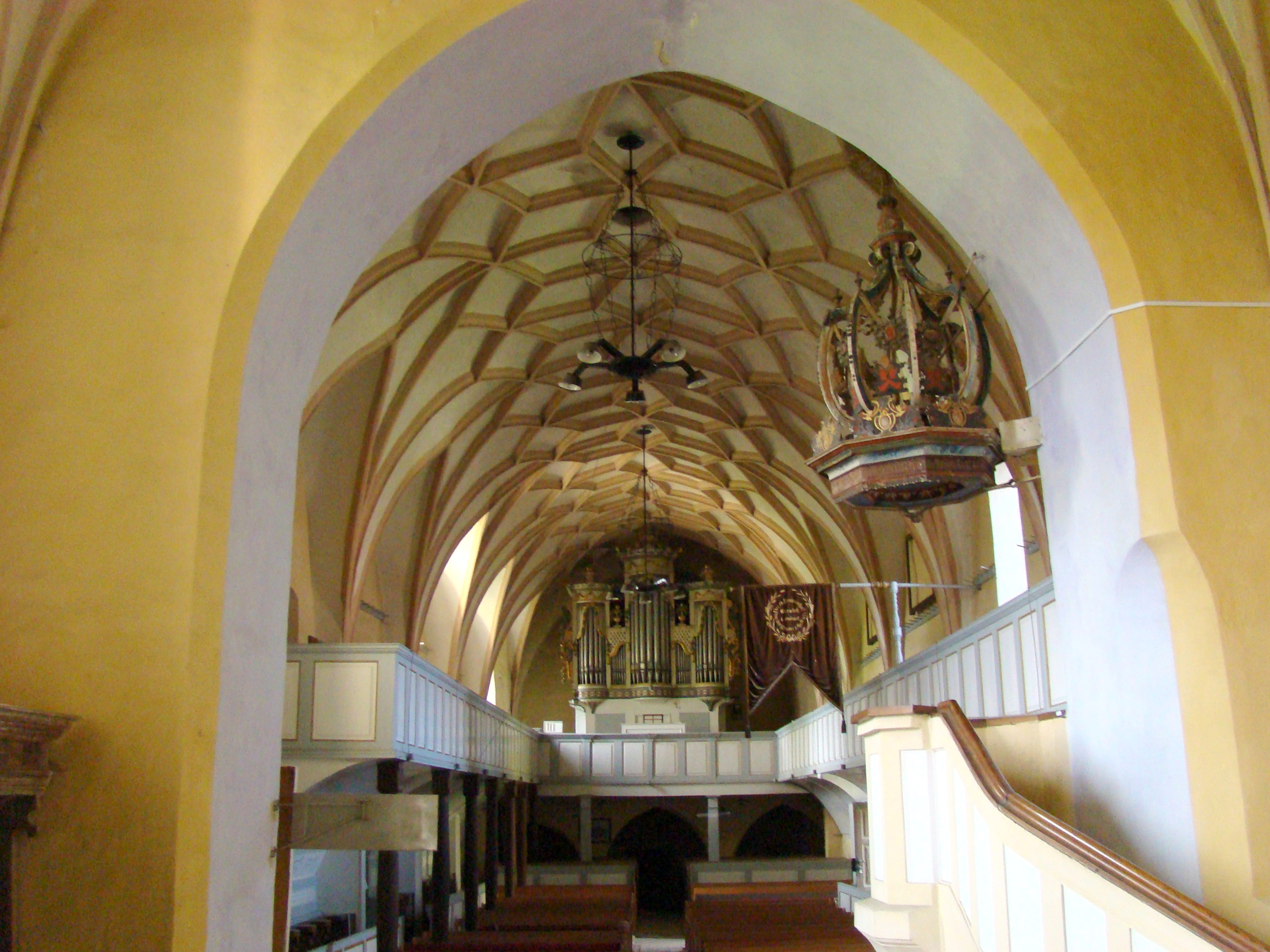
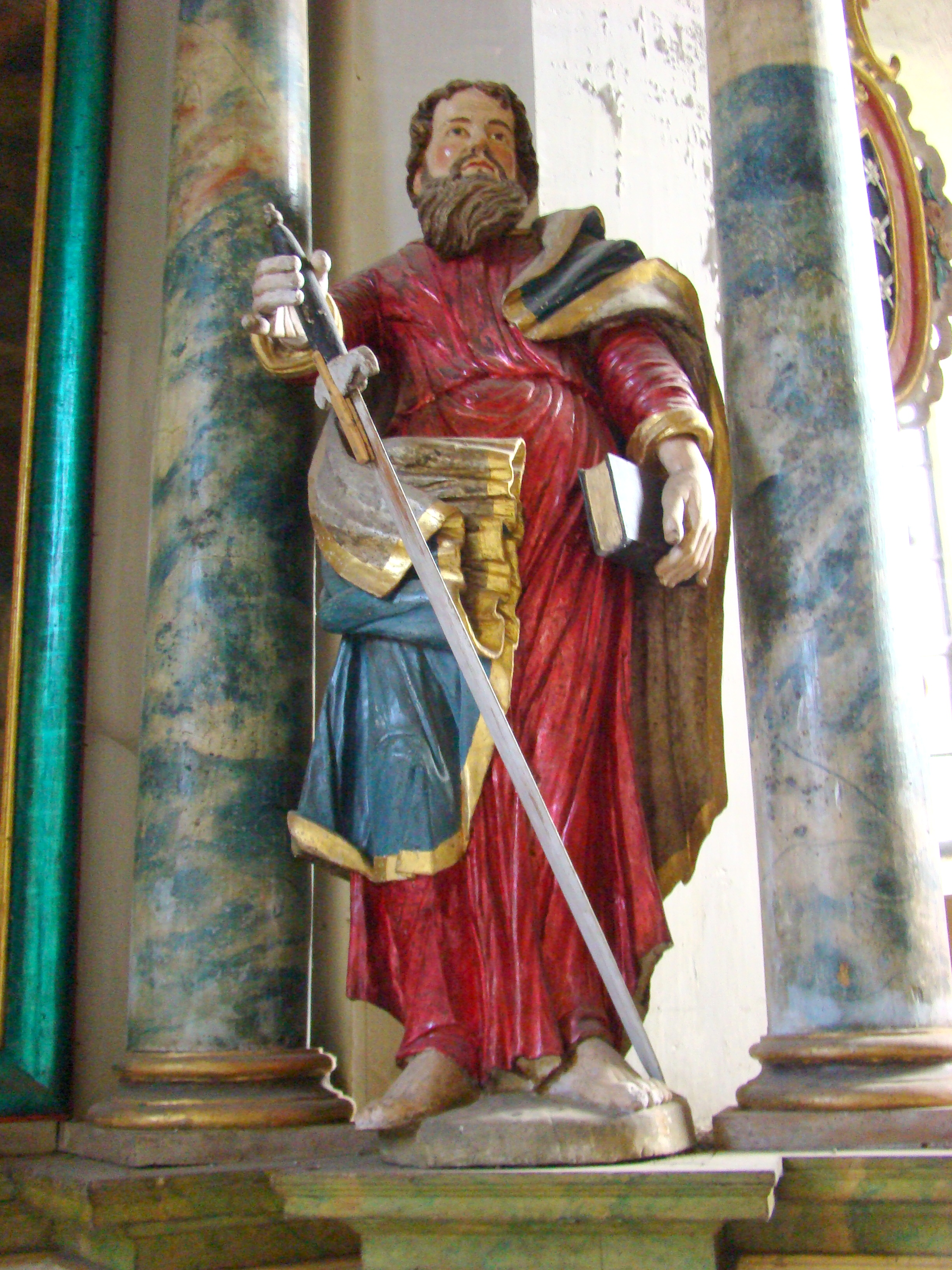
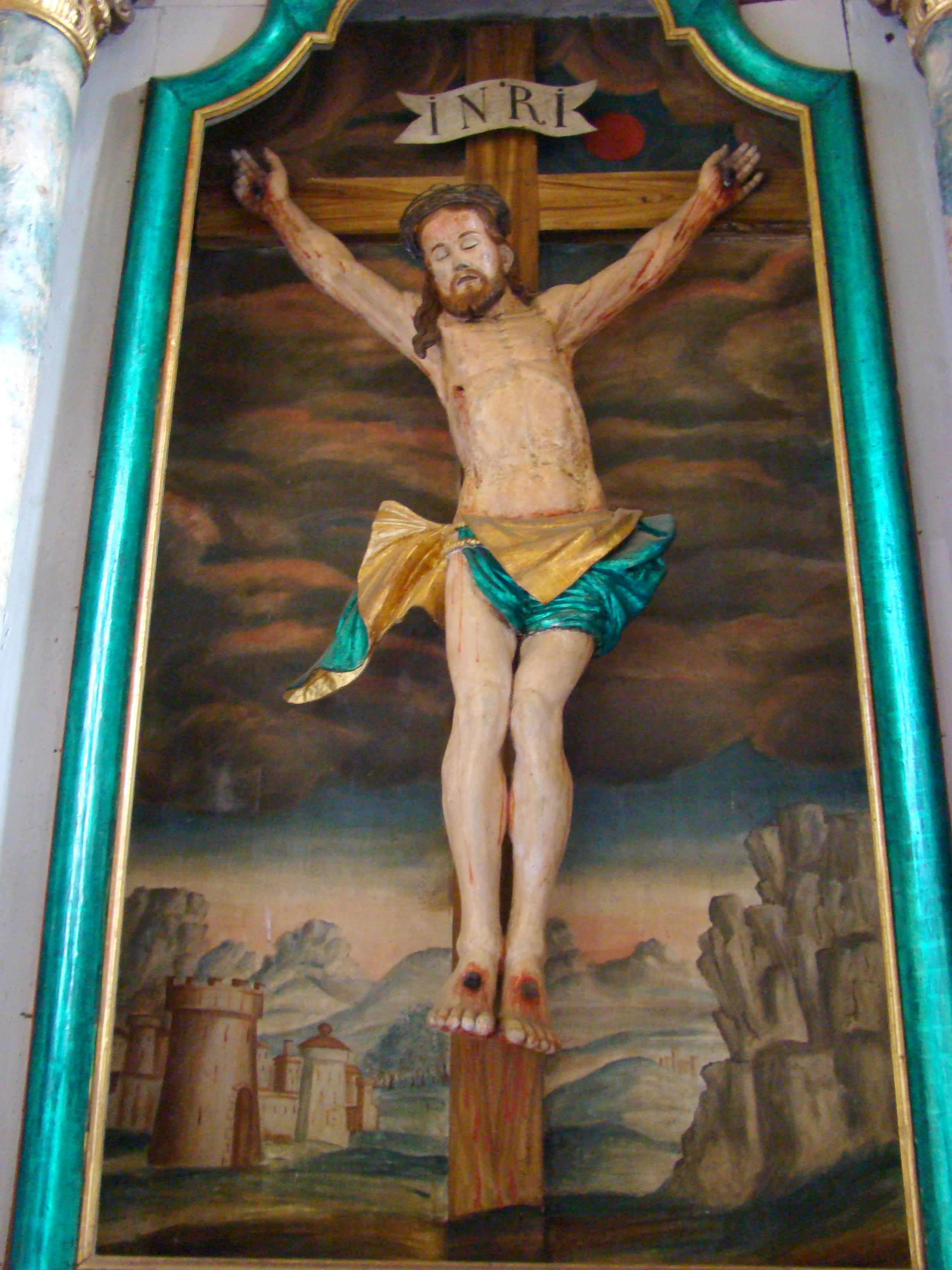
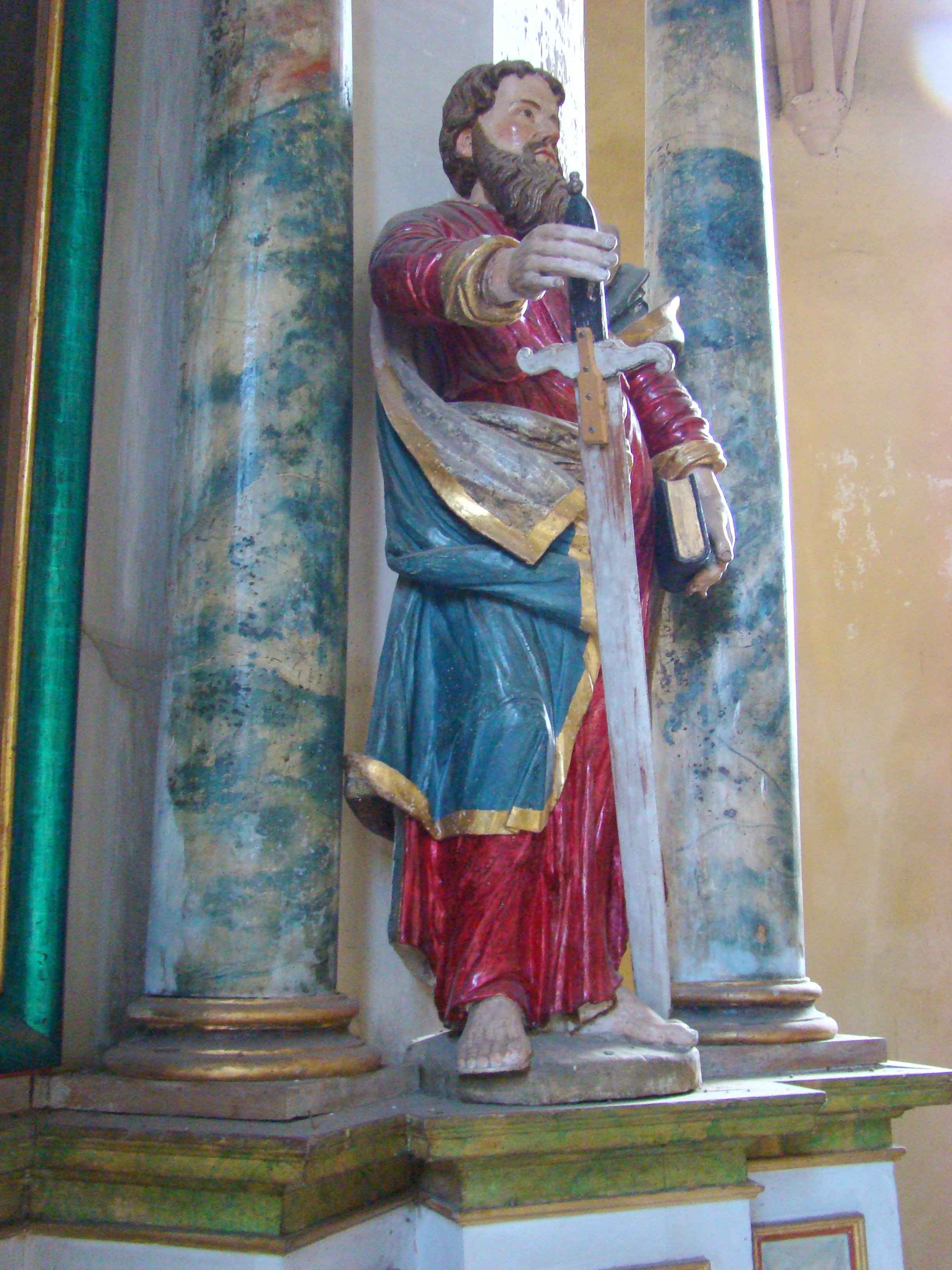
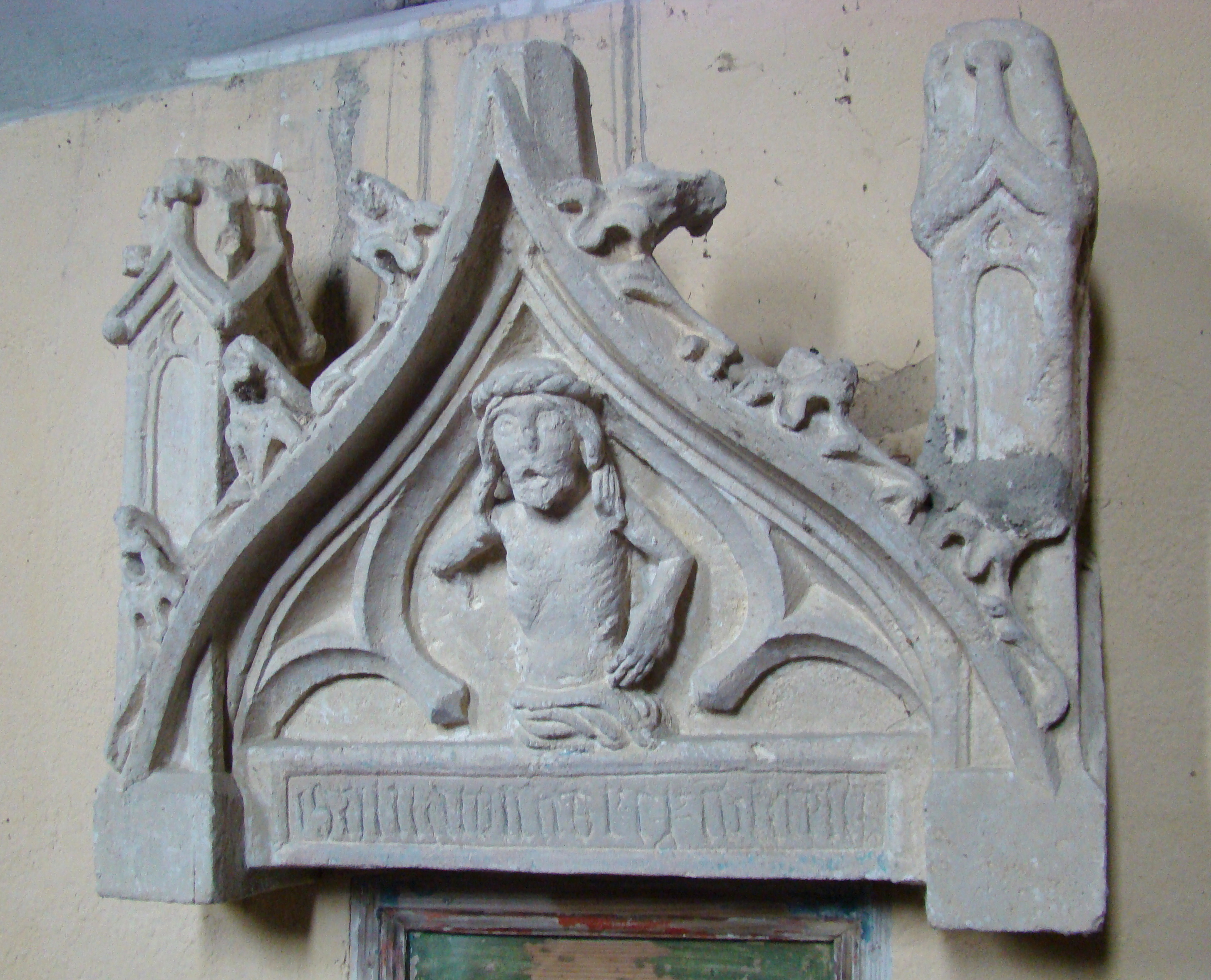
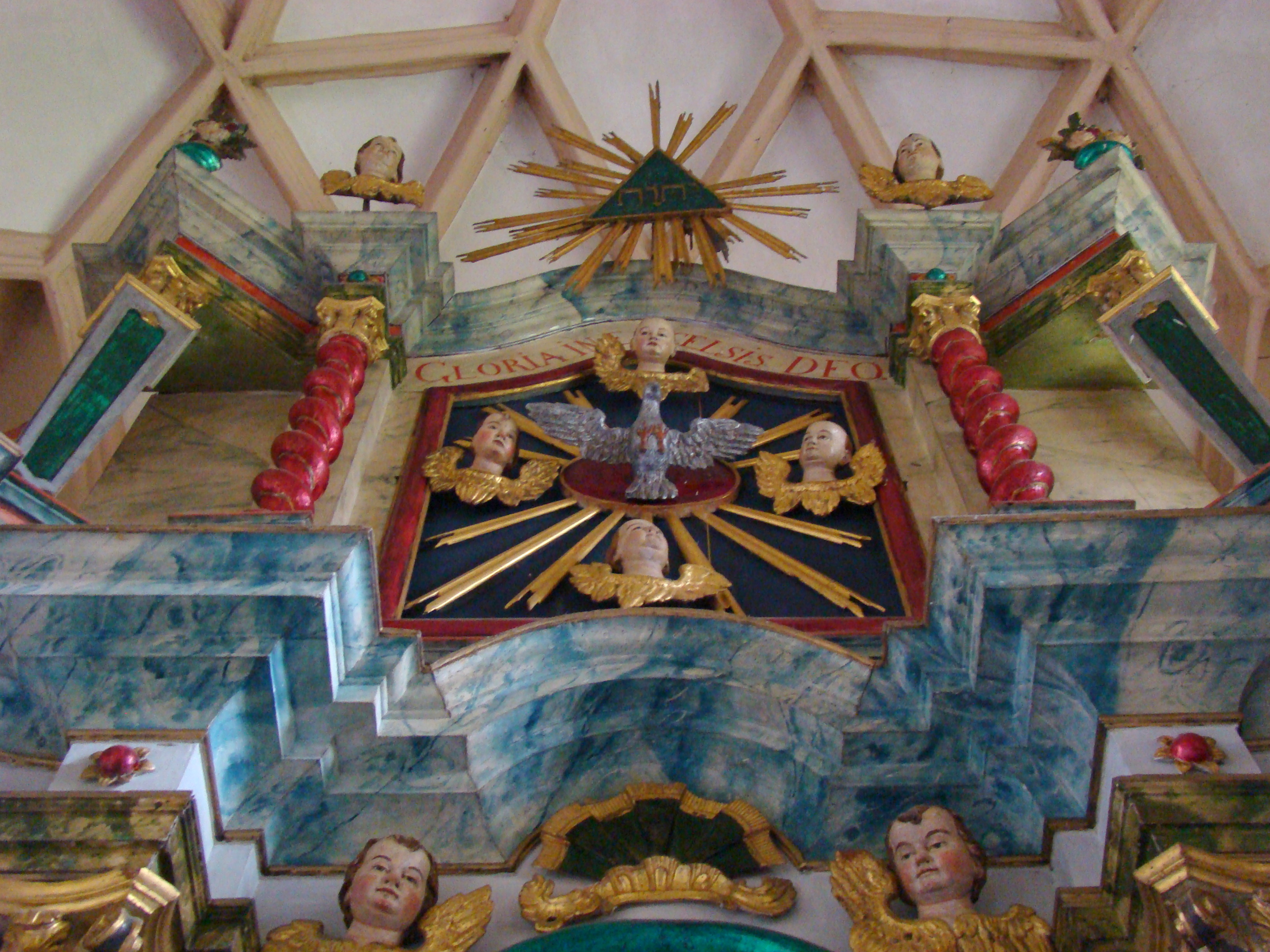
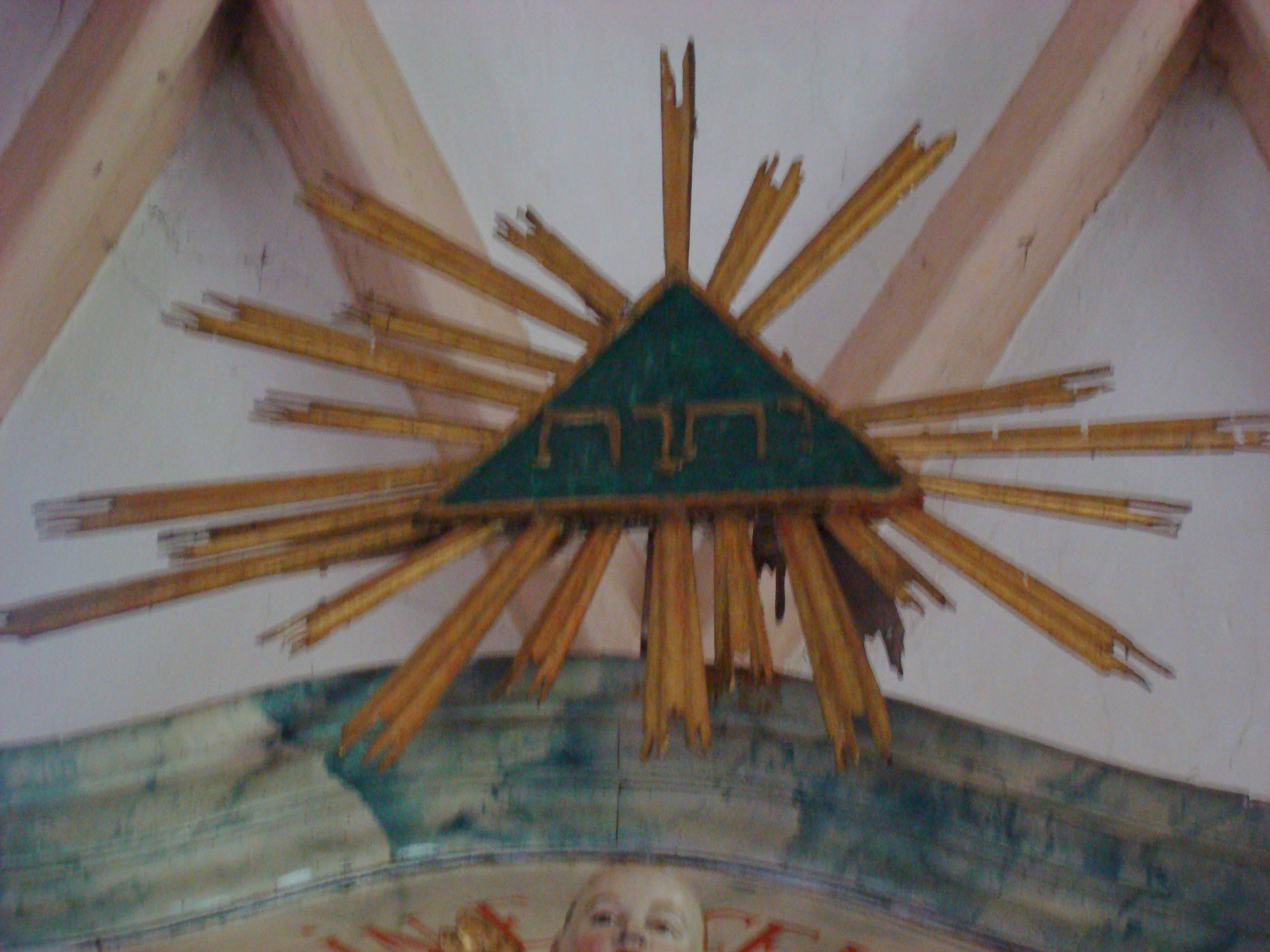
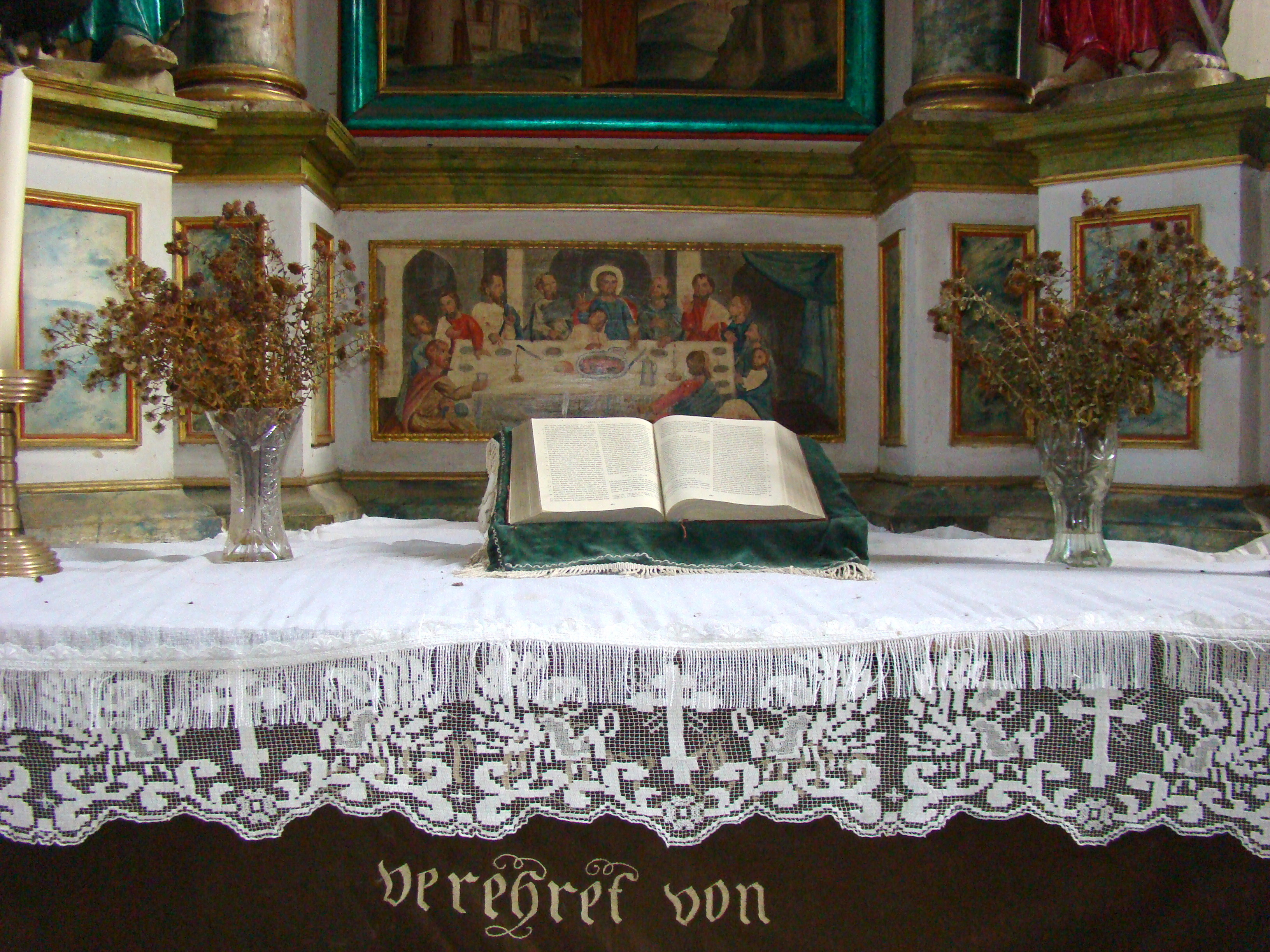
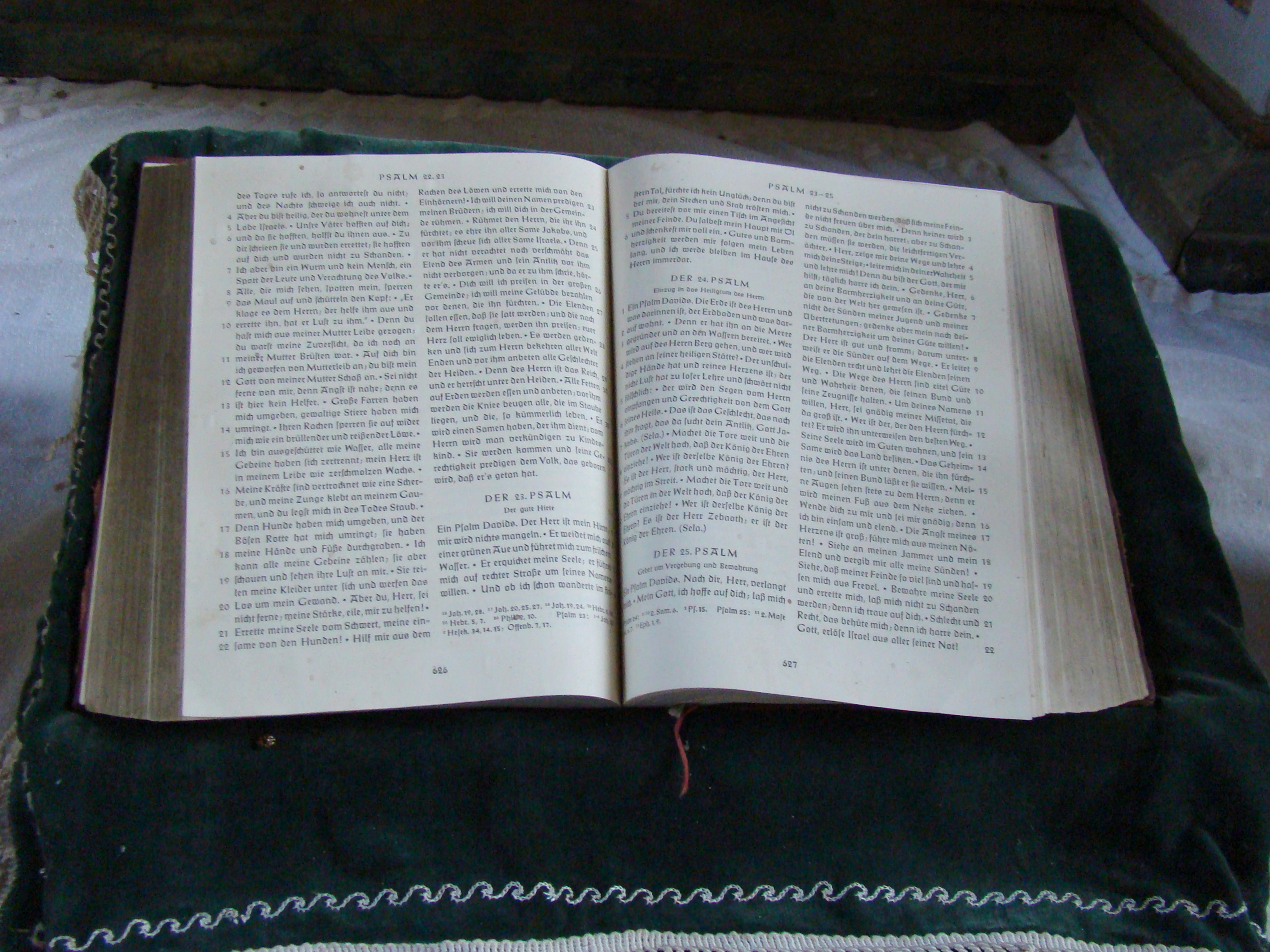
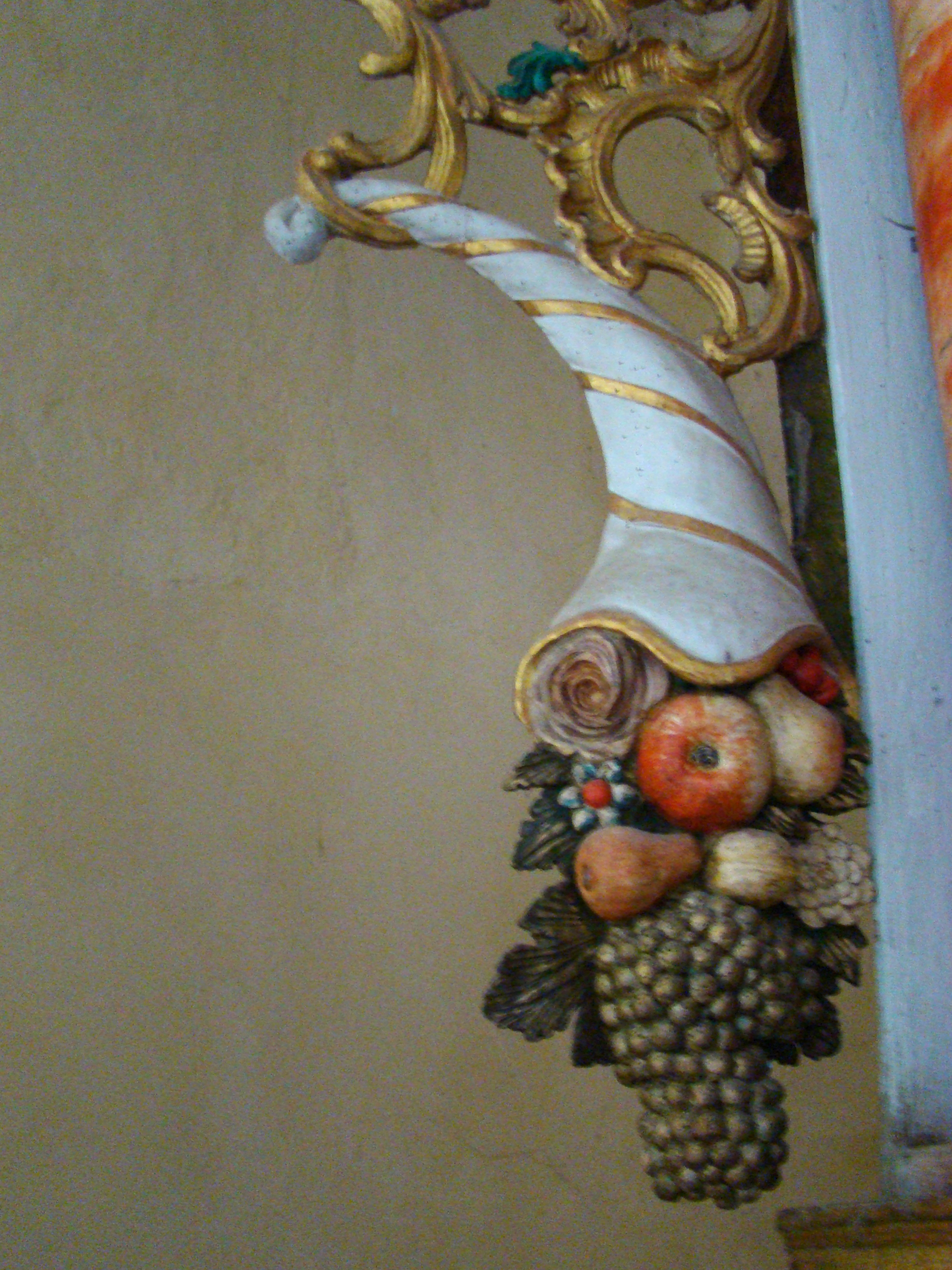
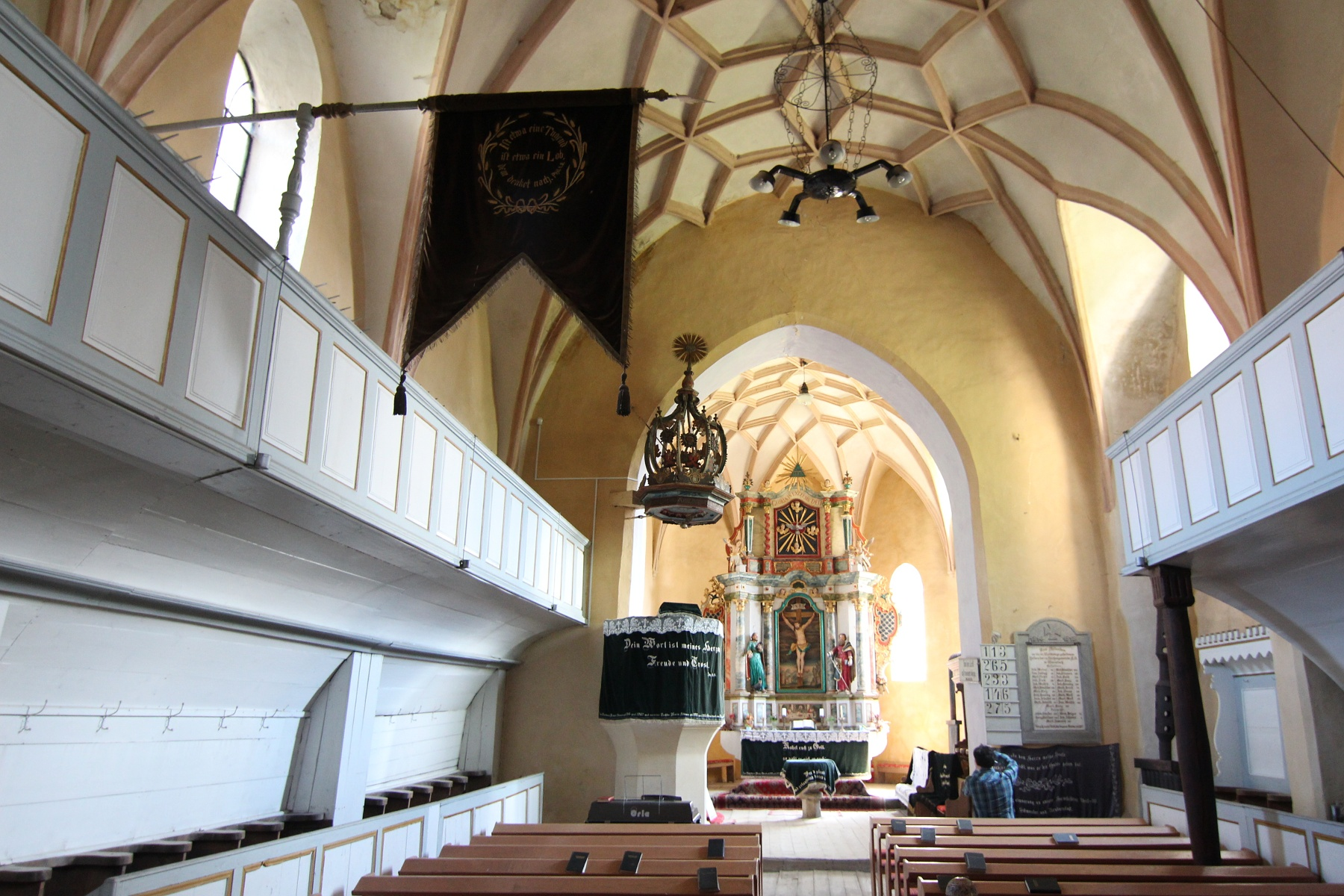
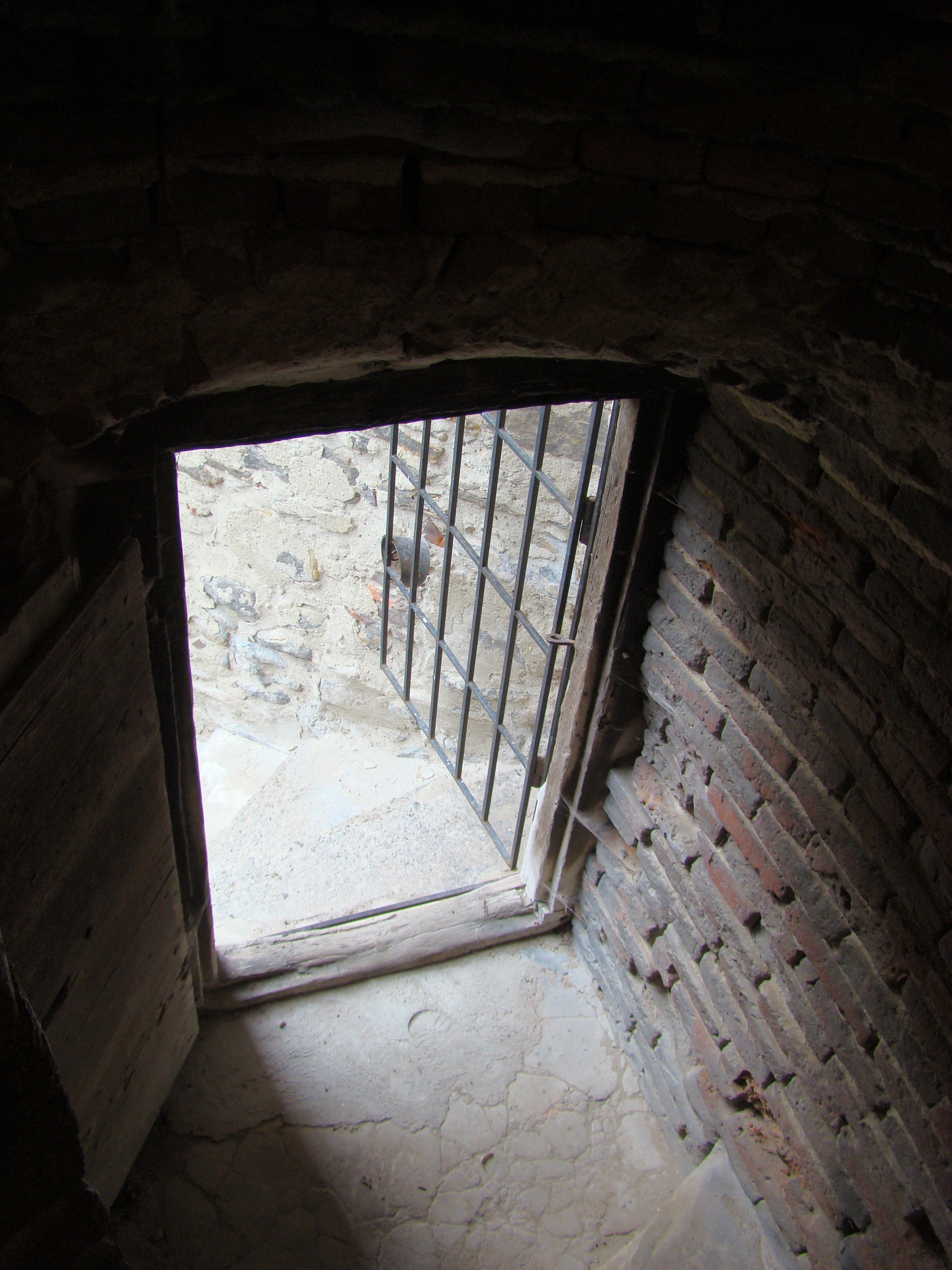
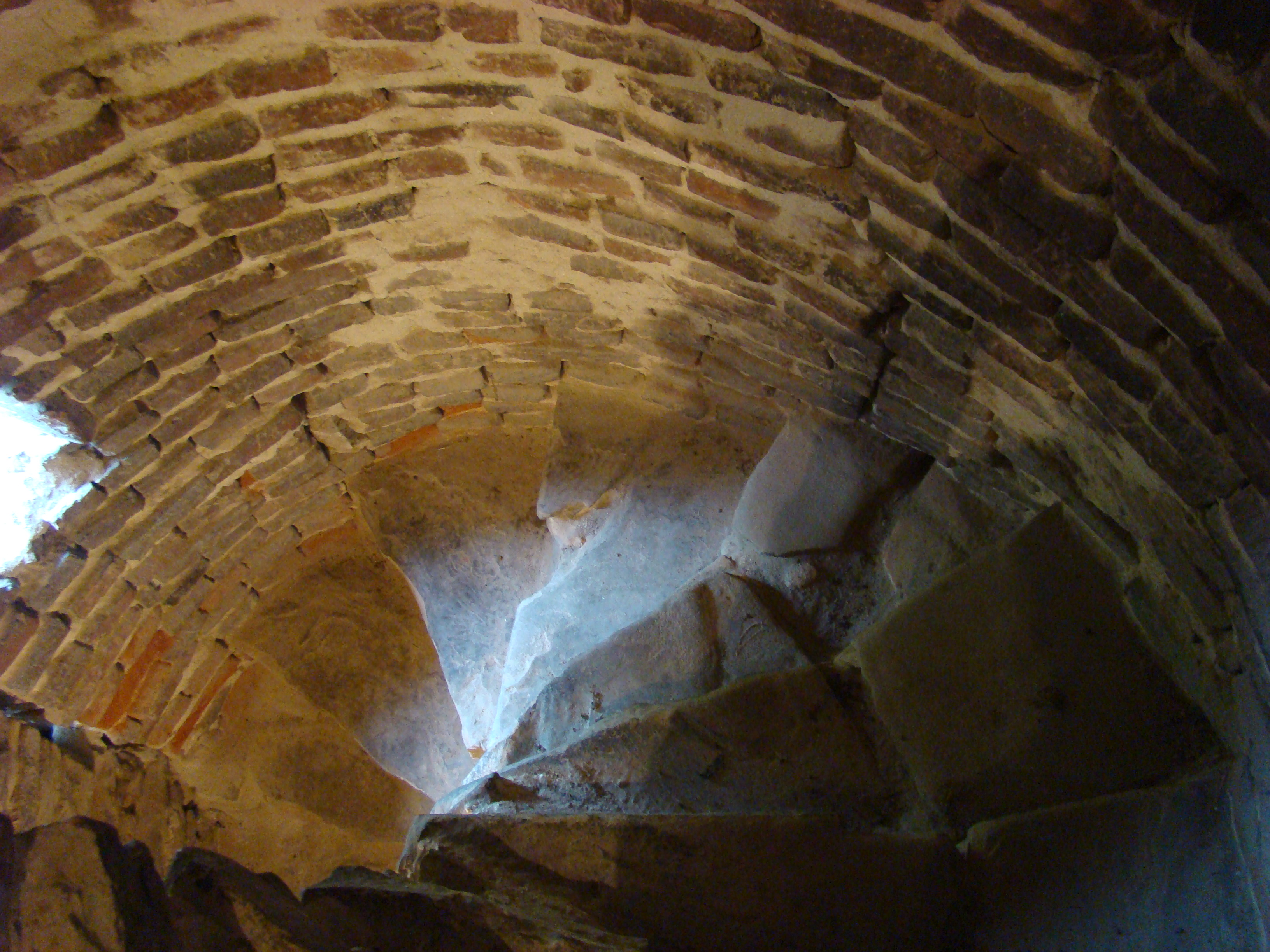
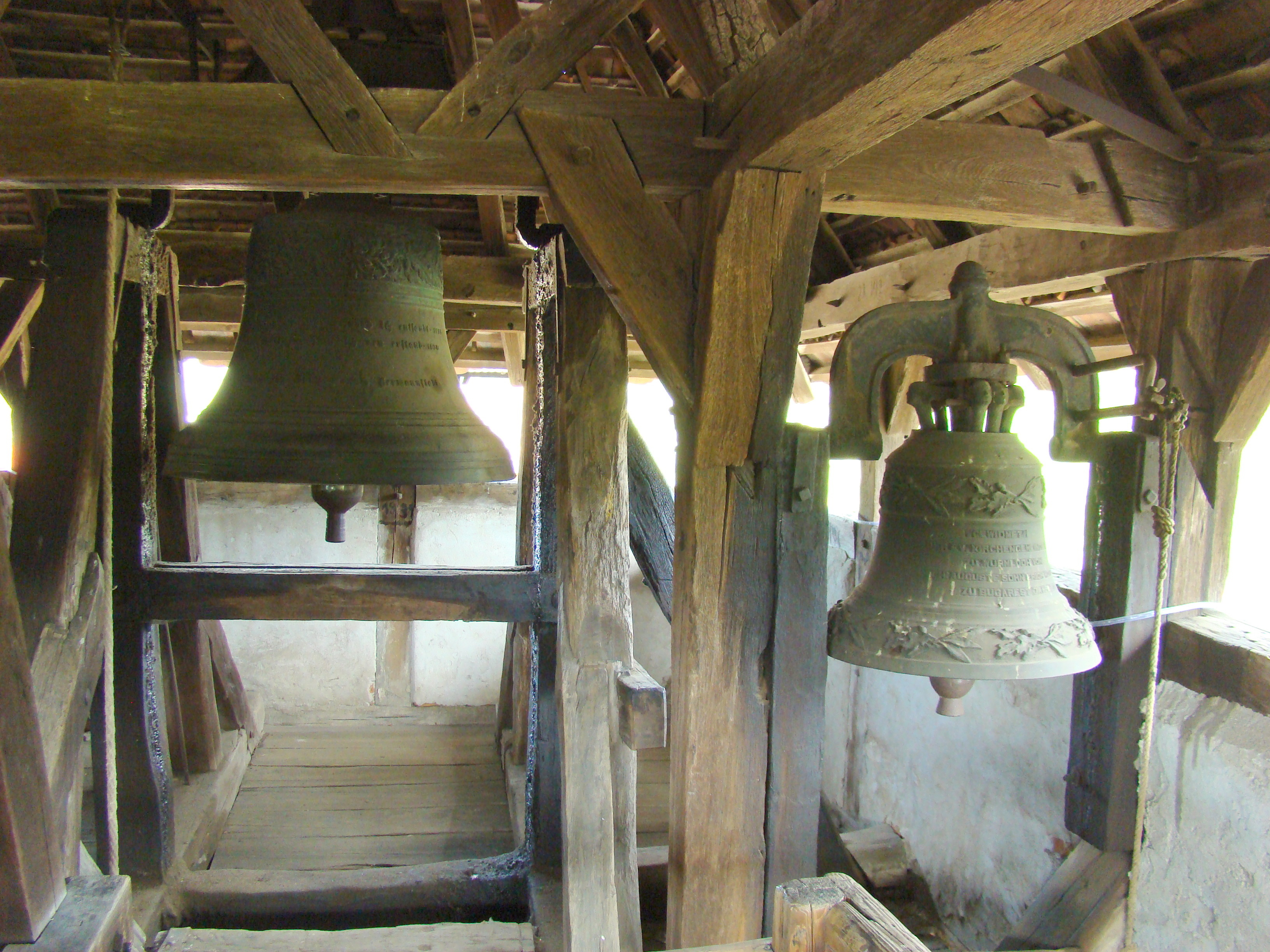
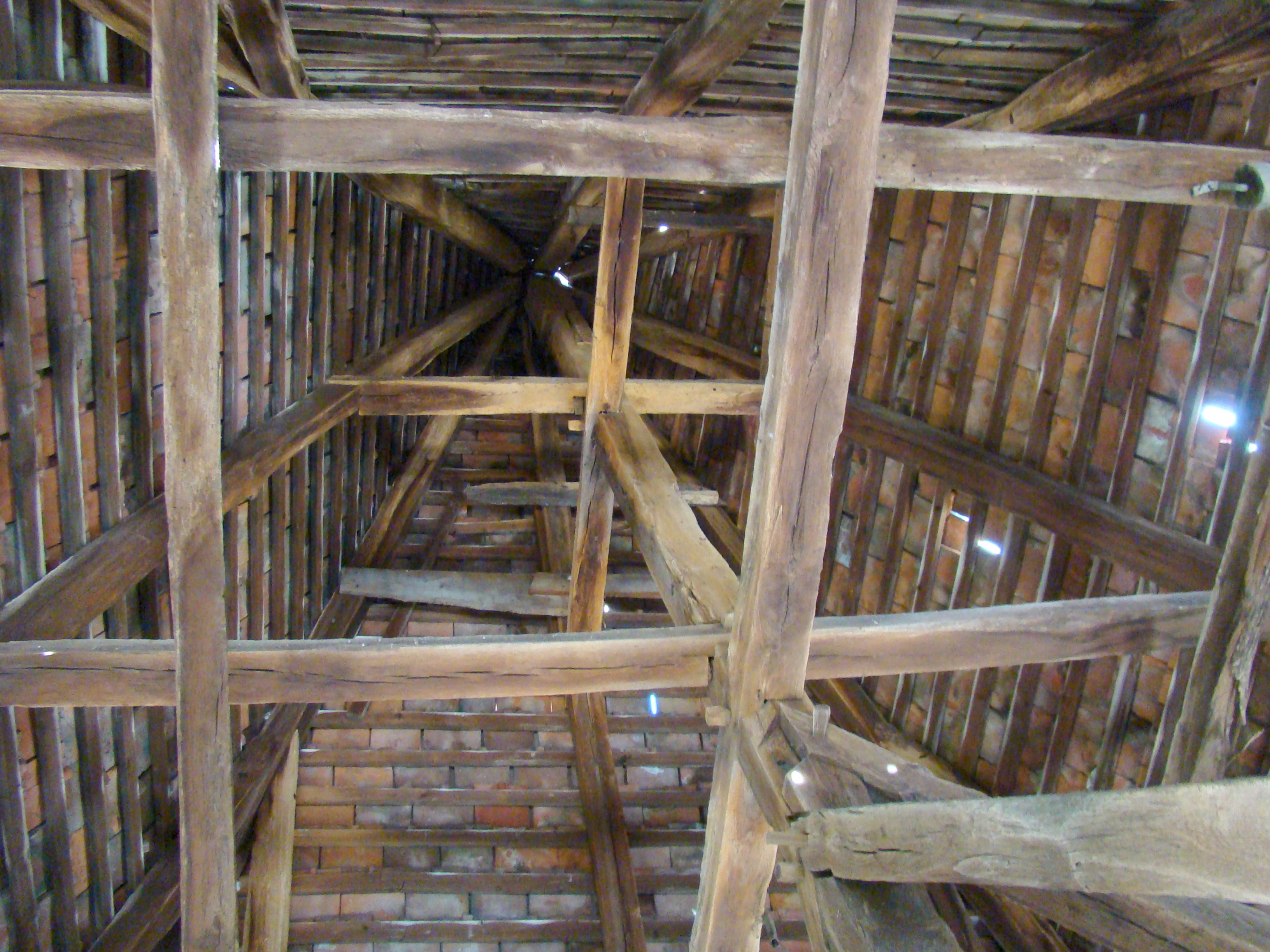
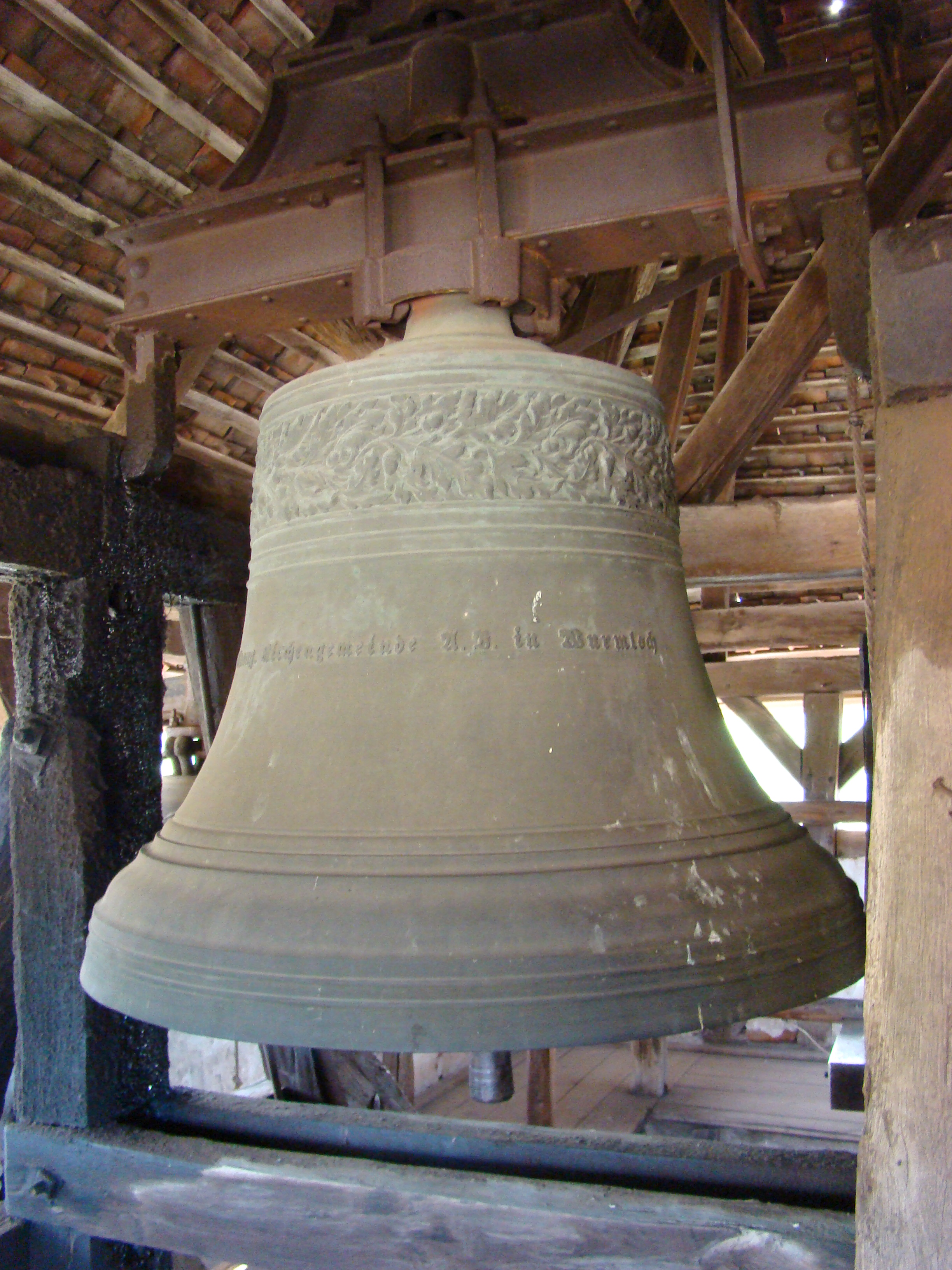

## Muzeul

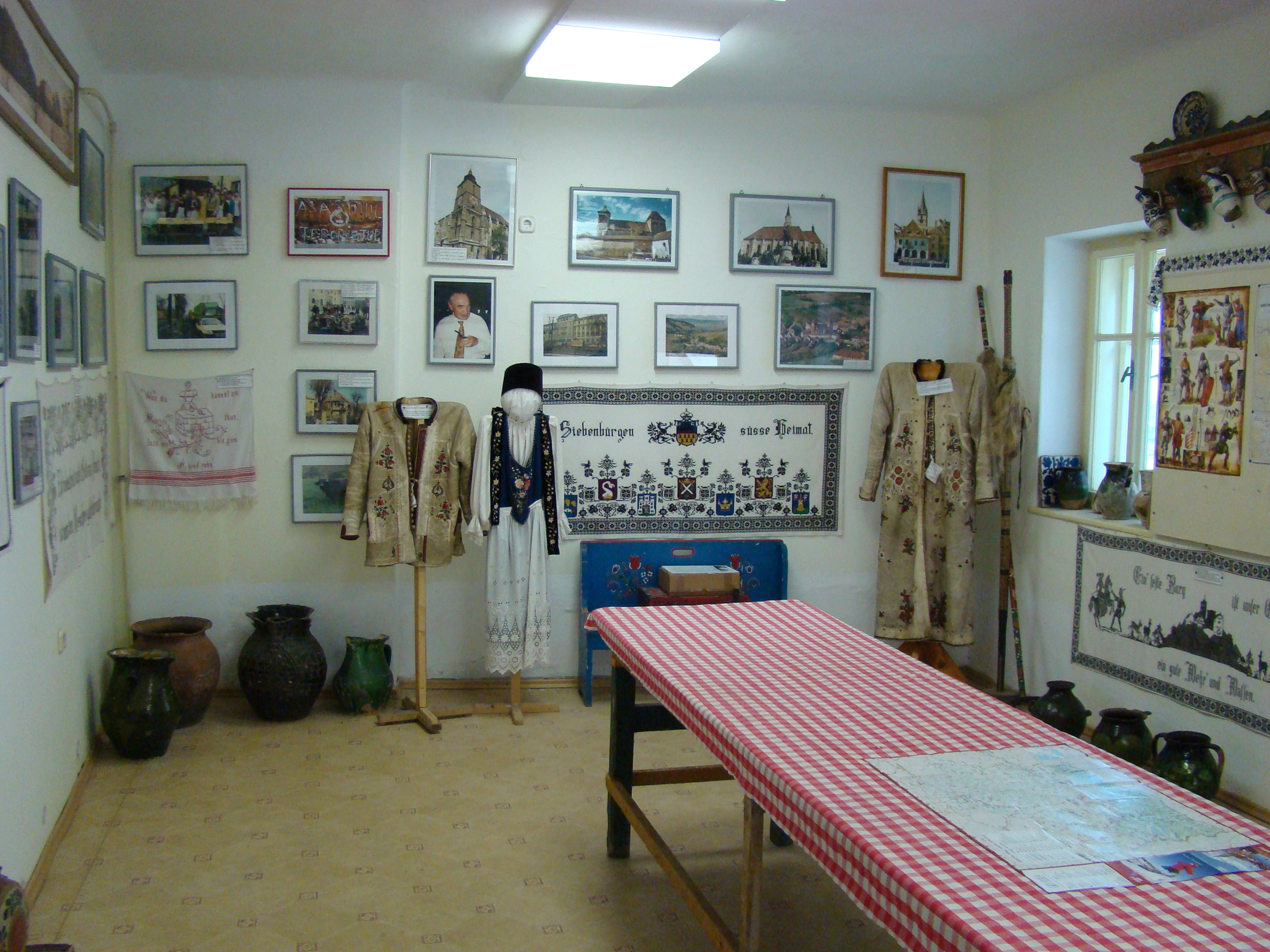
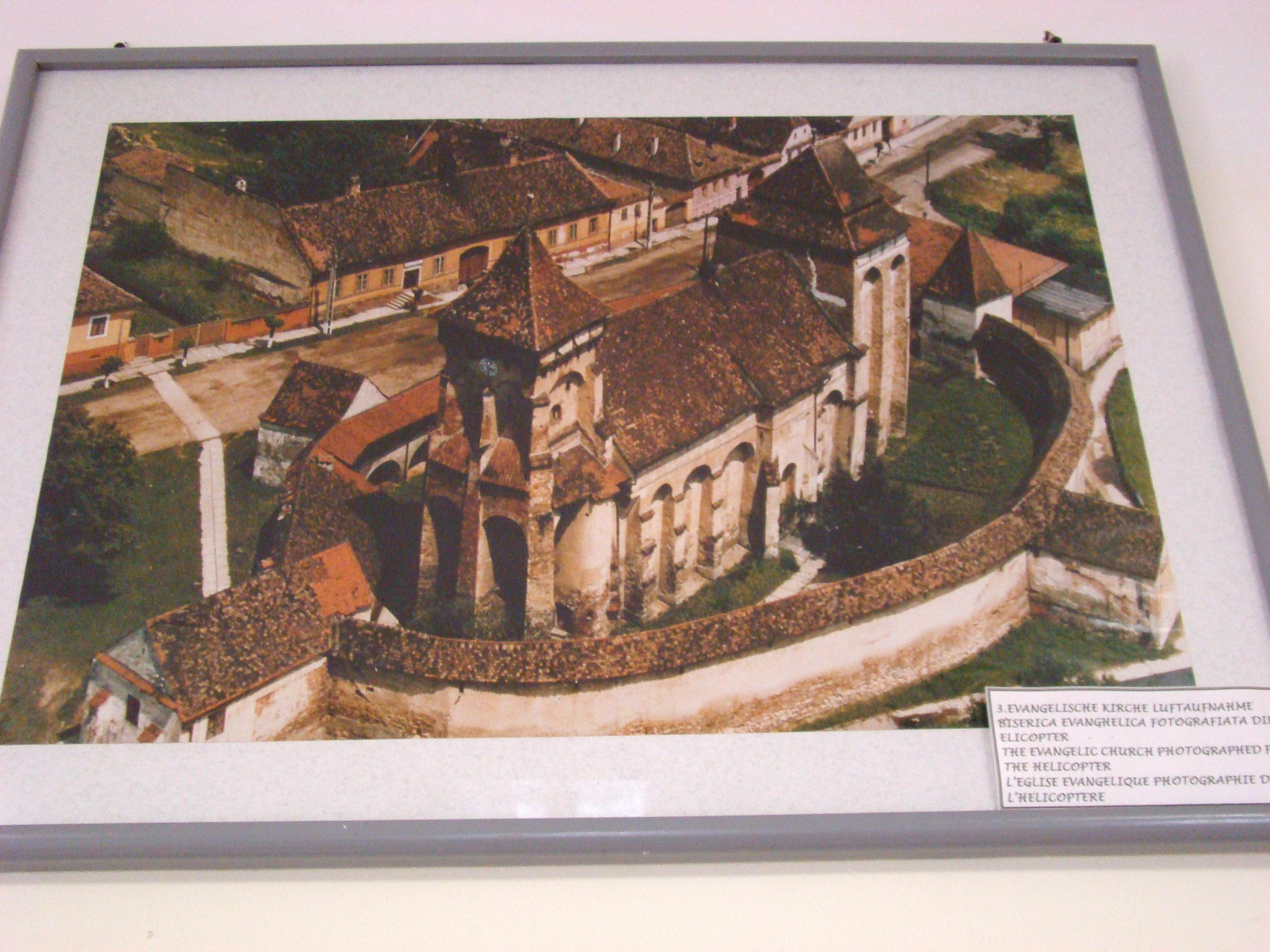
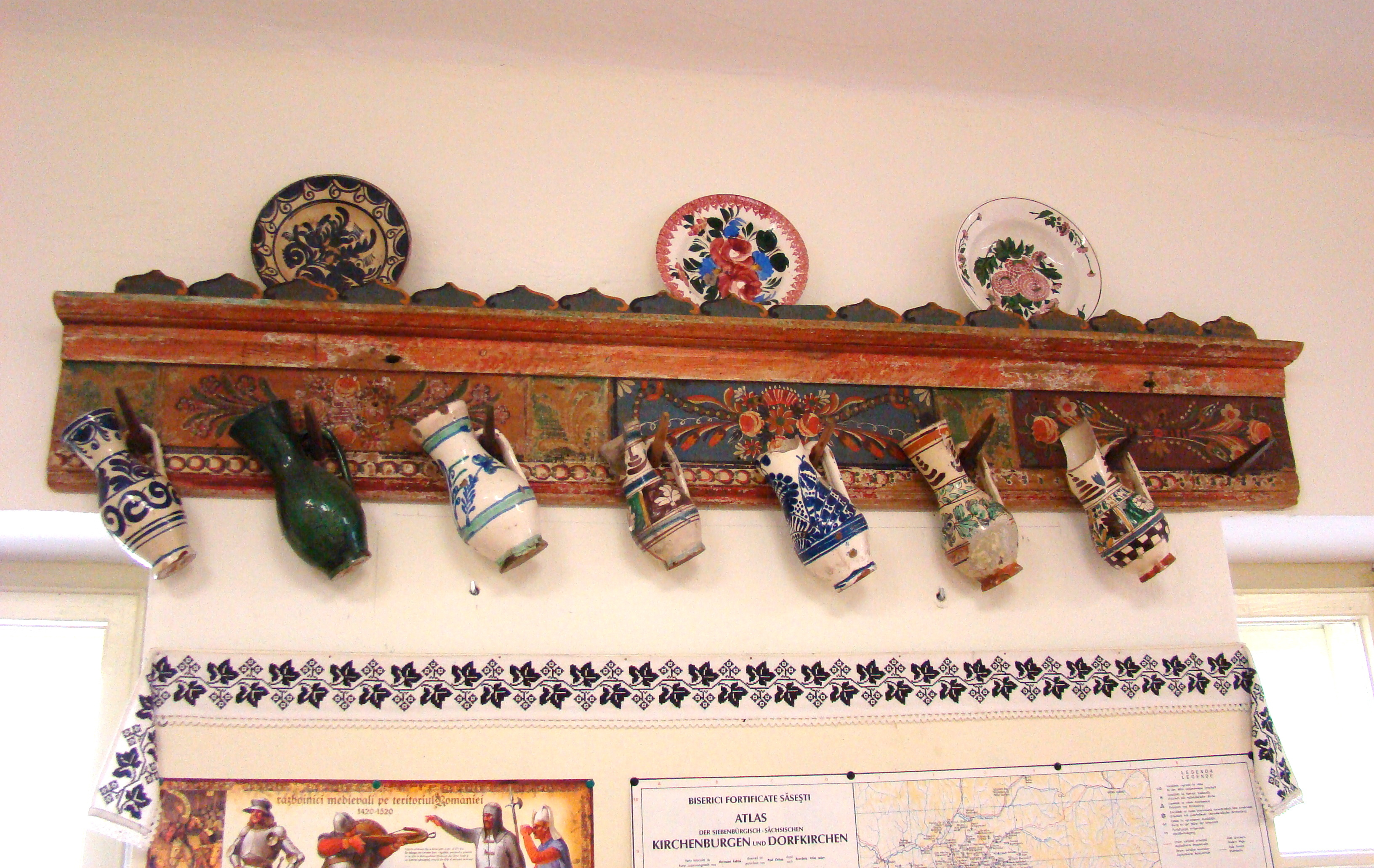
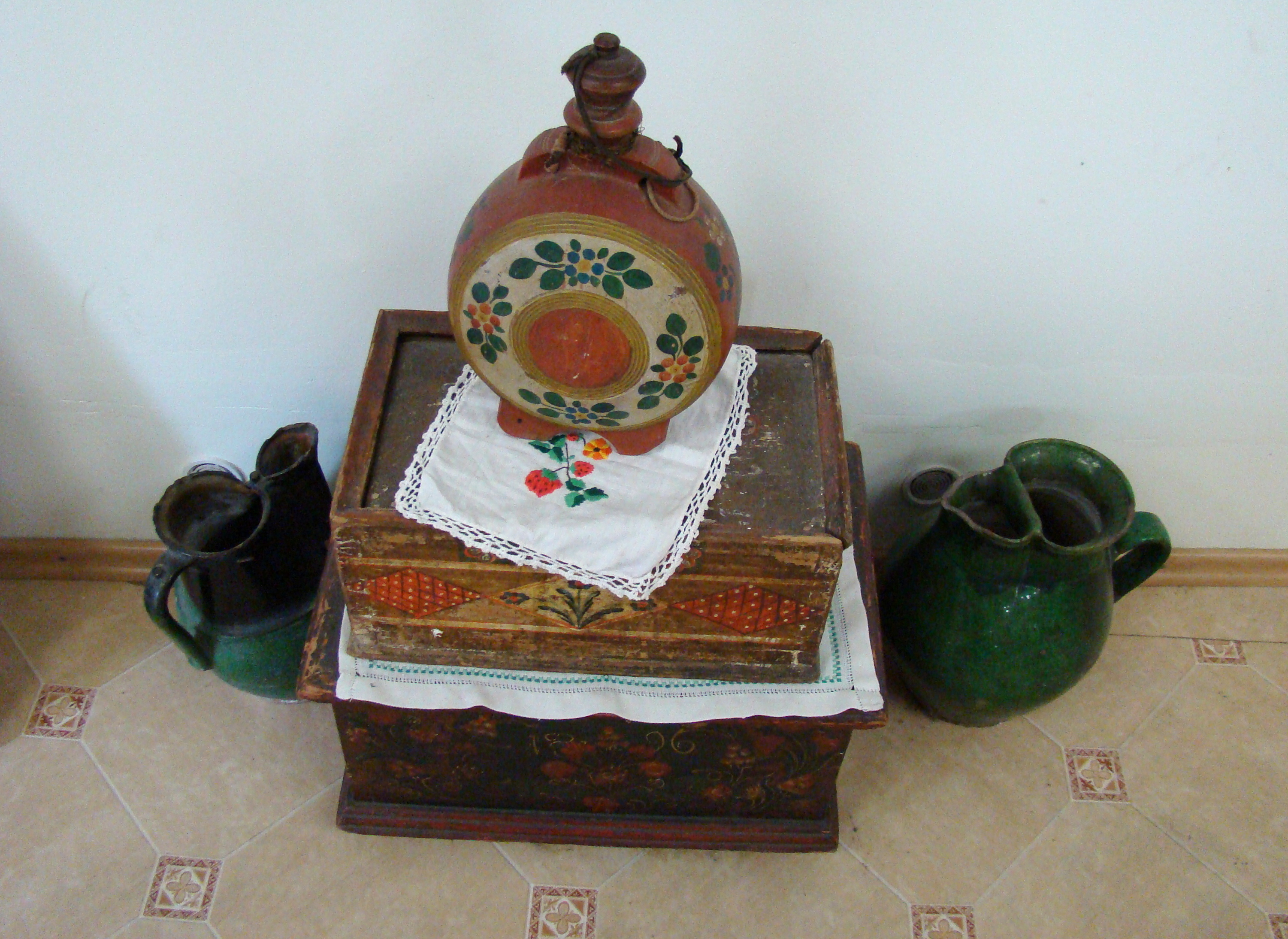
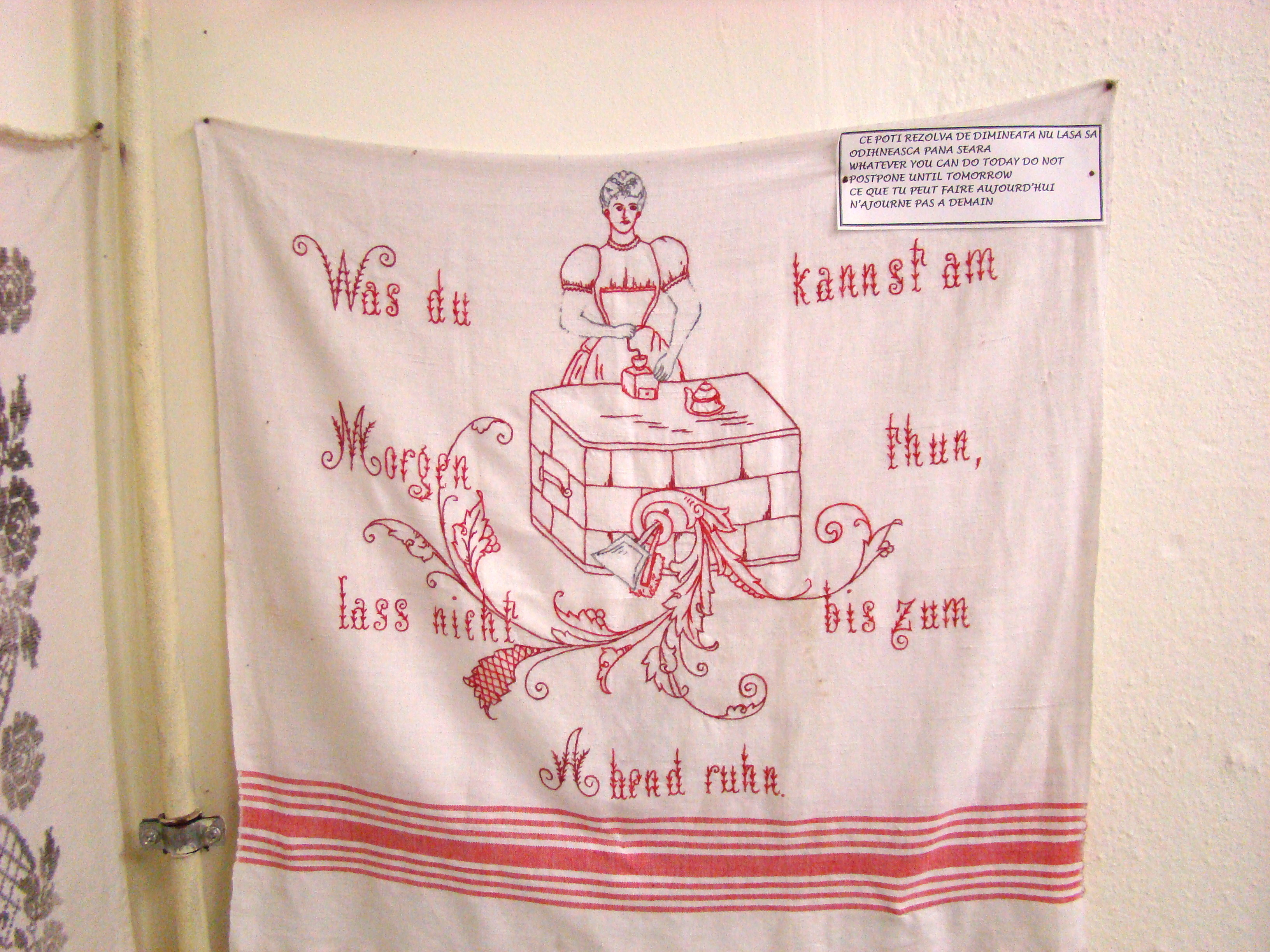
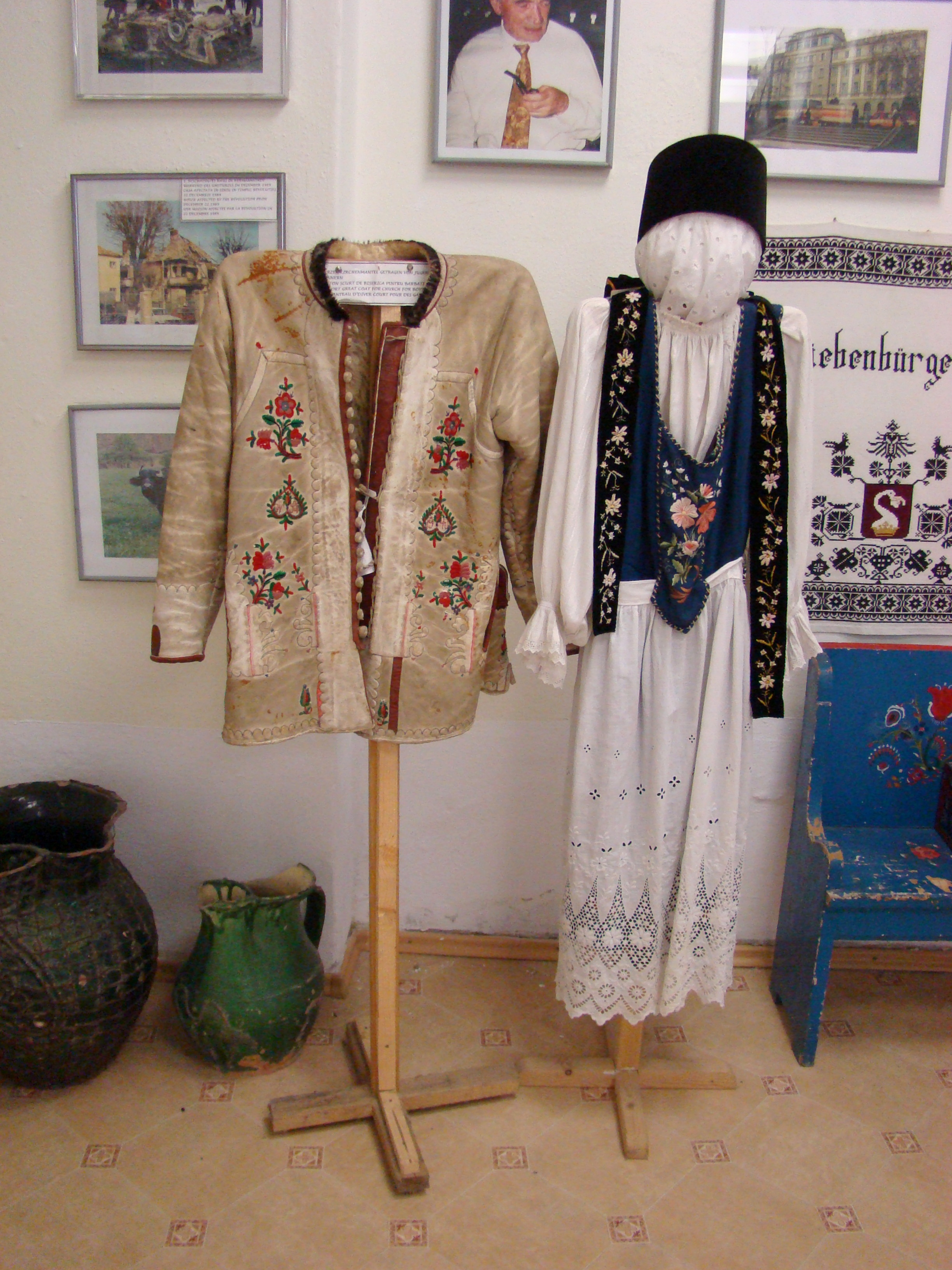
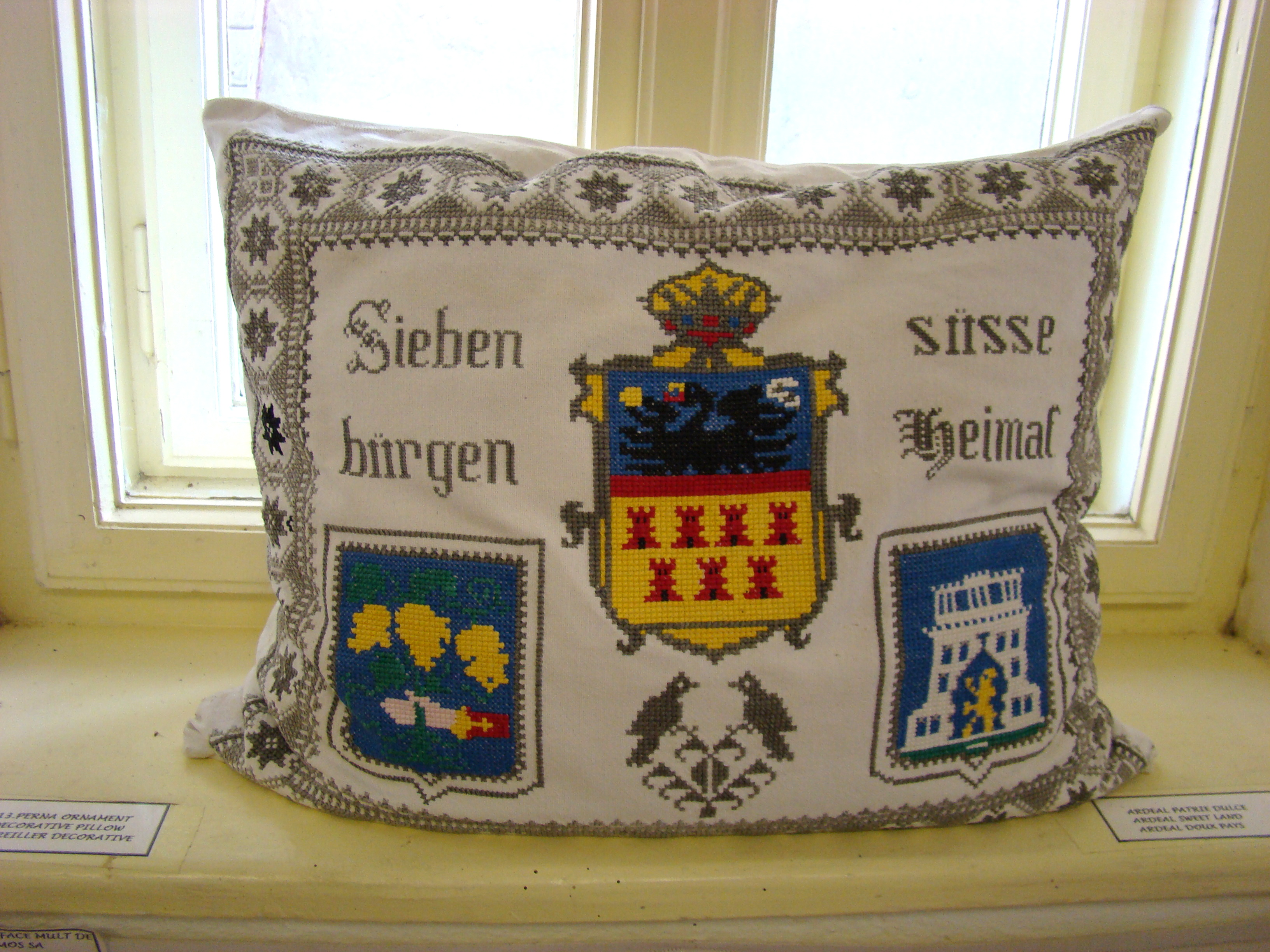
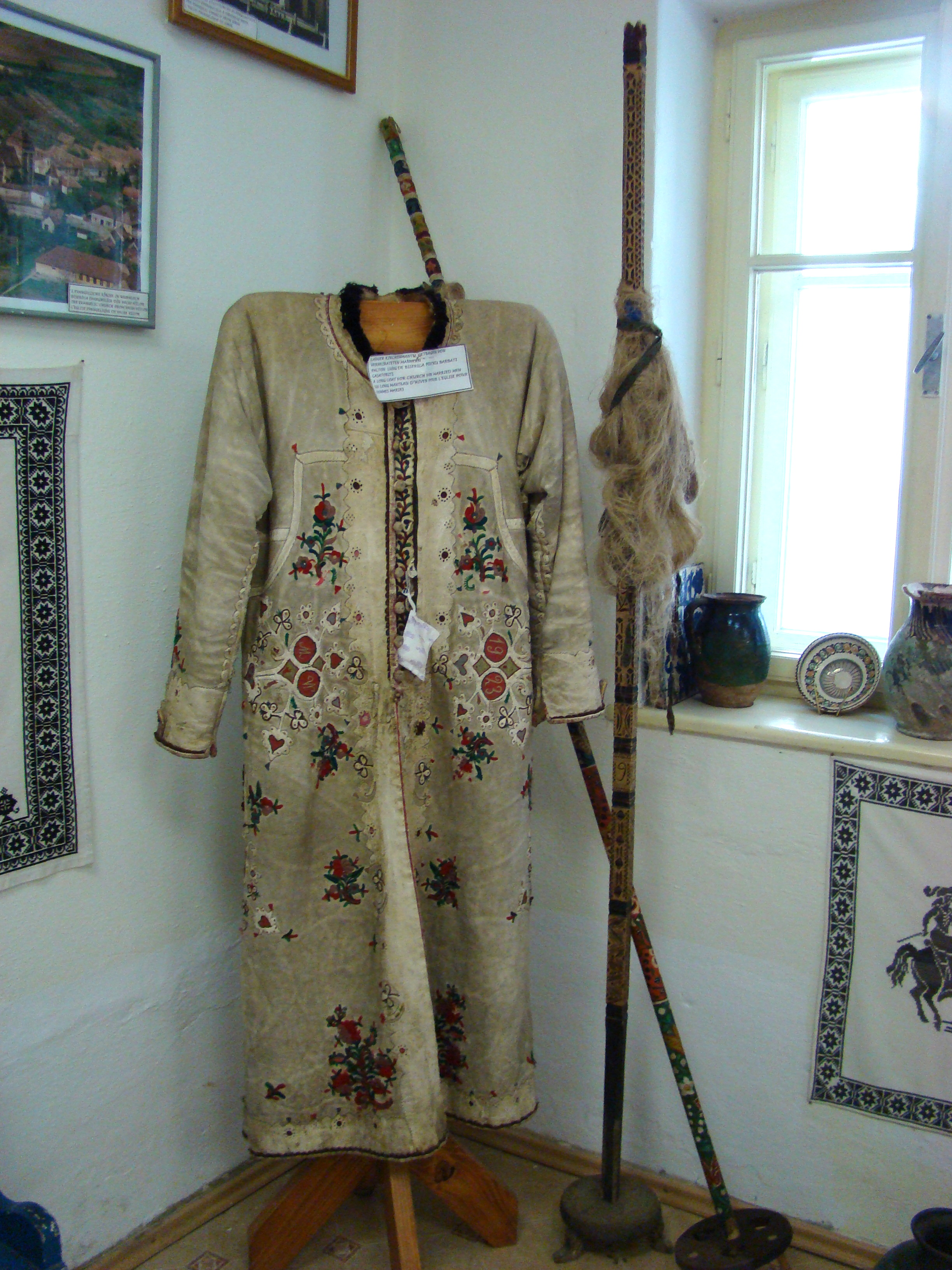
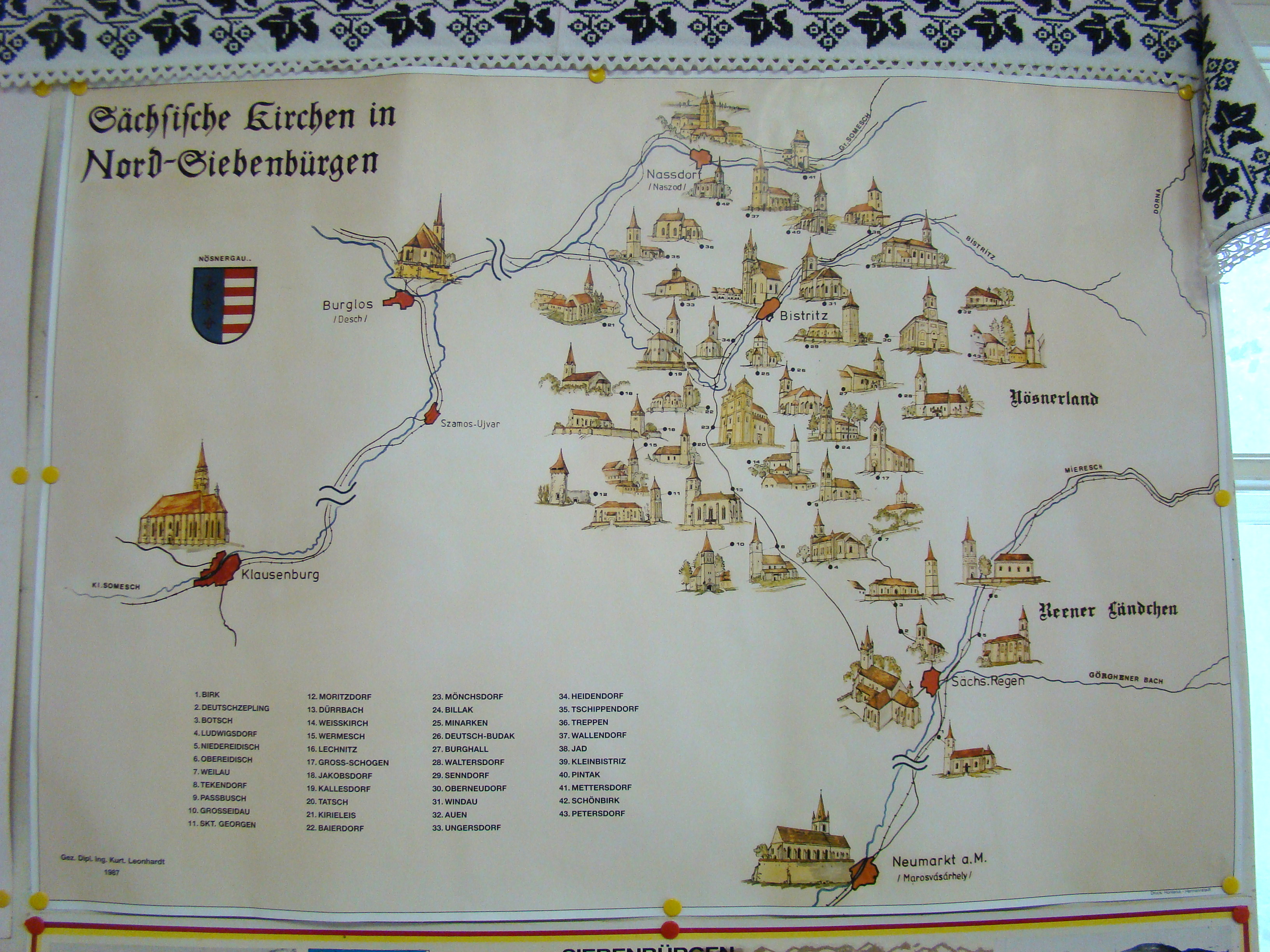